# Le Relecq-Kerhuon
Pour les articles homonymes, voir Relecq.
Le Relecq-Kerhuon ([lə ʁəlɛk kɛʁyɔ̃]), en breton Ar Releg-Kerhuon, est une commune française du département du Finistère, en région Bretagne.

## Géographie
Les habitants sont nommés les Relecquois ou Kerhorres, du nom de deux anciens villages de la commune : Le Relecq et Kerhorre.

### Site et situation
Les communes limitrophes sont Guipavas.
| Guipavas      | Guipavas                 | Guipavas                 |
| Guipavas      | du Relecq-Kerhuon        | Anse de Kerhuon Guipavas |
| Rade de Brest | Élorn Plougastel-Daoulas | Élorn Plougastel-Daoulas |

Le Relecq-Kerhuon est une commune de petite superficie située juste à l'est de Brest, et totalement limitrophe côté terre de la commune de Guipavas dont elle est issue (à l'ouest, le vallon du Costour et à l'est, le vallon qui débouche dans l'anse de Kerhuon marquent la limite avec Guipavas, limite qui par contre ne s'appuie sur aucun accident naturel côté nord). C'est aussi une presqu'île entourée par la mer sur trois côtés : la rade de Brest (partie sud-est de la plage du Moulin-Blanc) à l'ouest, rive droite de l'estuaire de l'Élorn au sud (y compris l'anse de Camfrout), anse de Kerhuon à l'est (désormais un étang en raison de la digue de la Pyrotechnie de Saint-Nicolas). Le Relecq-Kerhuon est historiquement située dans l'évêché et la seigneurie de Léon et fait désormais partie de la communauté urbaine Brest métropole océane.
Le Relecq-Kerhuon est en effet l'une des communes fondatrices de la communauté urbaine de Brest, créée en 1974 (devenue en 2015 Brest Métropole). La métropole, compte à ce jour, huit villes : Bohars, Brest, Gouesnou, Guilers, Guipavas, Le Relecq-Kerhuon, Plougastel-Daoulas, Plouzané et totalise près de 220 000 habitants (2006).
Même s'il subsiste encore quelque activité maraîchère dans le cadre du Groupement maraîcher brestois, désormais Savéol, la commune n'a pratiquement plus de terres agricoles en raison de l'urbanisation liée à la proximité de Brest qui a transformé la commune, jadis cité d'ouvriers et de pêcheurs, en banlieue de cette ville. Depuis 2008, après une période intense de plus de 40 ans orientée vers l'équipement, la volonté d'associer les habitants à des manifestations (dans les rues, dans des cadres extérieurs nouveaux, des chapiteaux...) donne une nouvelle image dynamique, accueillante et culturelle de la ville.

### Les transports

#### Le Passage de Plougastel ou Passage de Treisguinec

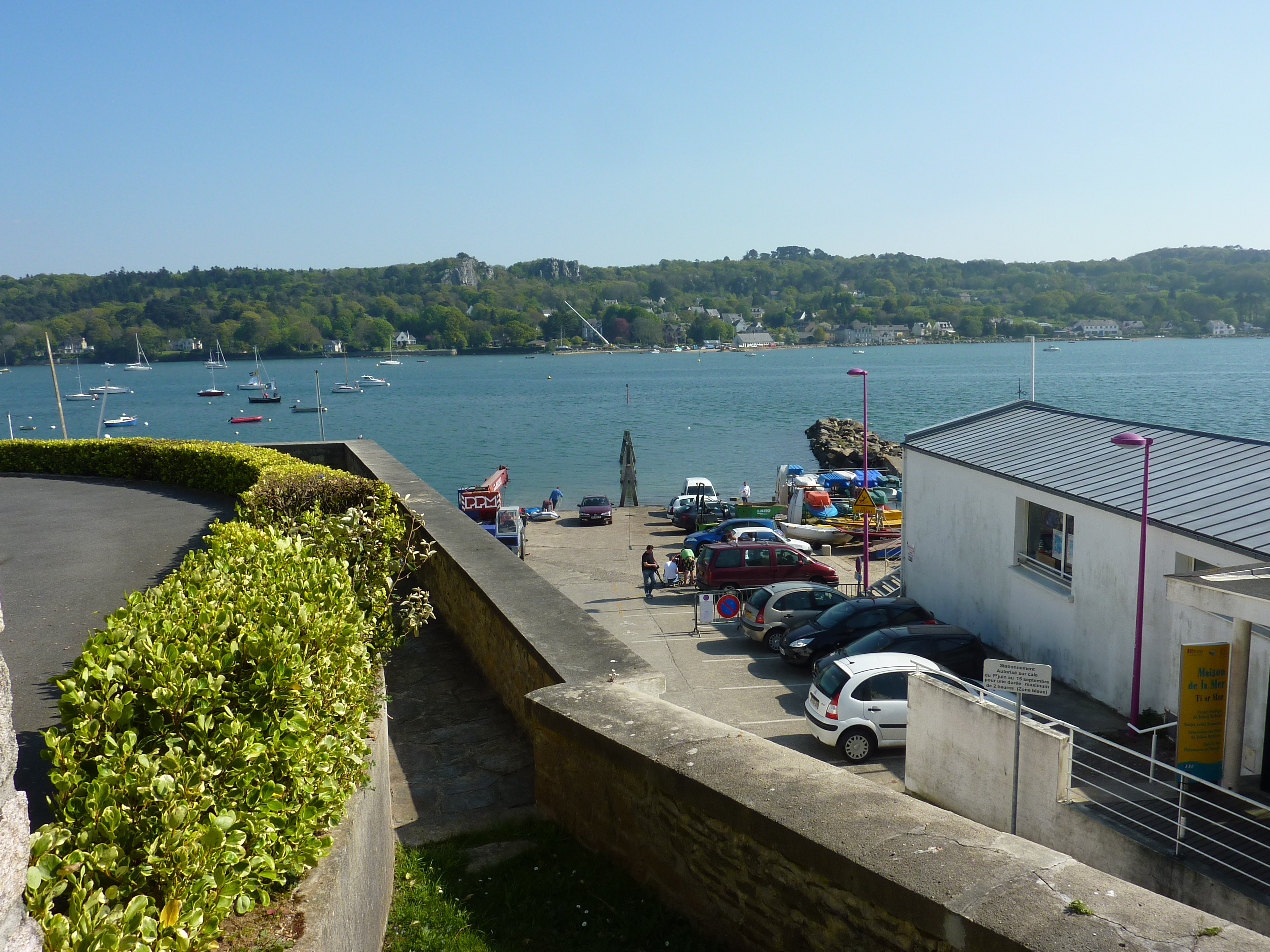
Le Relecq-Kerhuon : la cale du passage de Plougastel et, à l'arrière-plan, celle du passage Saint-Jean côté Plougastel-Daoulas.

En 1399, les droits du passage (initialement dénommé Passage de Tréninez ou Passage de Treisguinec ou Treisquinet), sont cédés par l'abbaye Notre-Dame de Daoulas, qui les détenait précédemment, à M. Le Heuc, cette donation étant confirmée en 1407 par Olivier du Chastel.
Un hôpital (en fait une maladrerie), dépendant de l'abbaye de Daoulas, aurait existé au Passage de Treisquinet et serait à l'origine du nom de la localité de L'Hôpital-Camfrout[réf. nécessaire] (d'où l'homonymie avec le hameau et l'anse de Camfrout au Relecq-Kerhuon) située sur le chemin partant du Passage de Plougastel en direction du sud de la Cornouaille.
Un aveu du 3 avril 1670 indique que l'abbaye Notre-Dame de Daoulas disposait du tiers des revenus du Passage de Treisguinec « servant pour passer et repasser entre les paroisses de Daoulas, Plougastel et Guipavas sur la rivière et bras de mer qui dévalle de la ville et port de Landerneau à Mulgun, le dit passage estant indivis o messire Robert du Louet, seigneur de Coët-Junval, Guillaume de Penencoët, seigneur de Keroual et Jean de la Marre, seigneur de Kereraut, sous la charge de 18 sols de chevrente solidaire due à la seigneurie du Chastel sur le total du dit passga par chacun an ». Le passage était alors affermé « par Alain Piriou, du village de Lesquivit, Guillaume Calvez et Béatrice Kerdoncuff, veuve Hiérome Cavez, demeurant au village du Passage de Plougastel, poue en payer par an 27 livres tournois ».

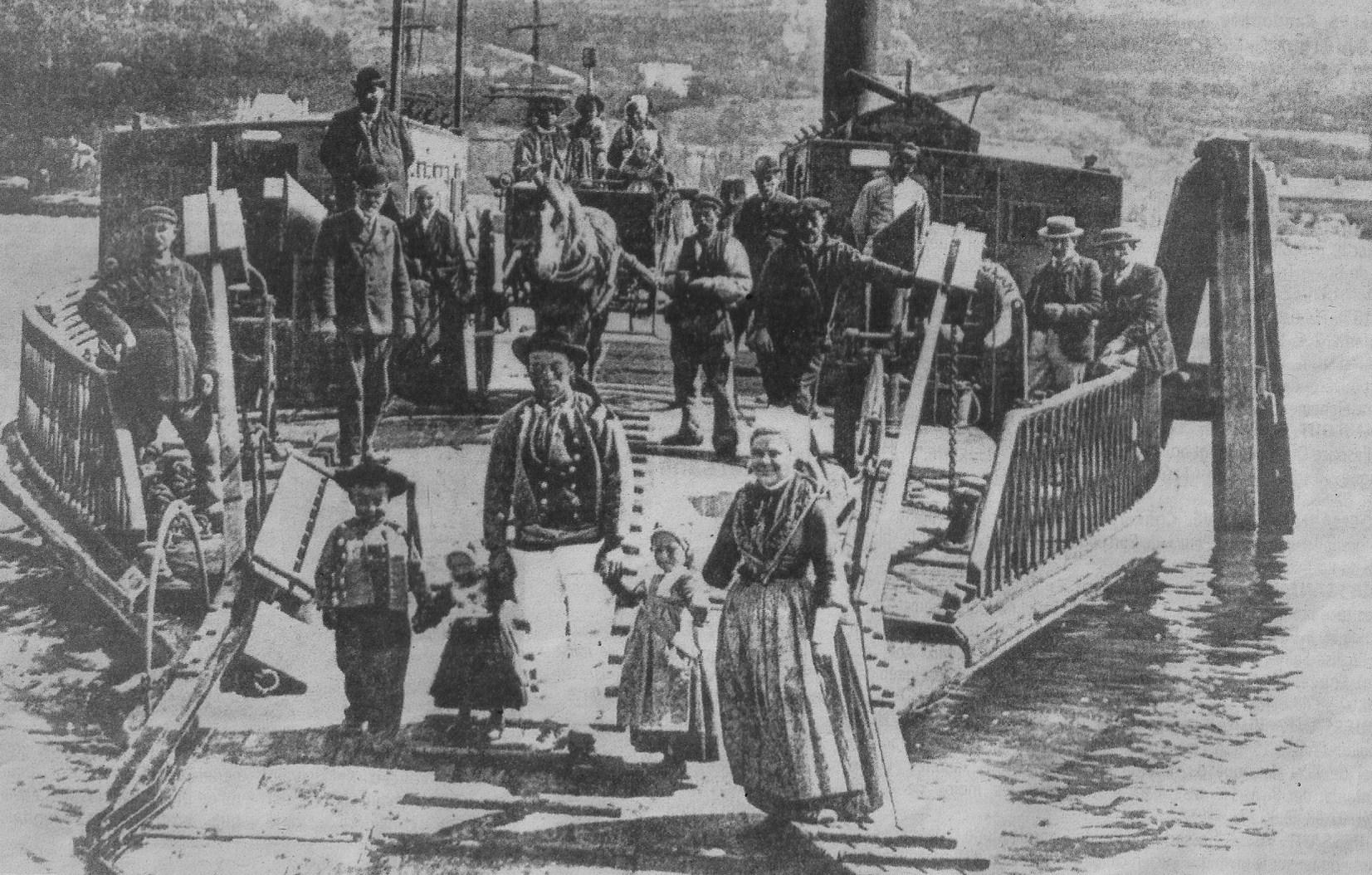
La cale du passage au Relecq (photo prise avant 1920).

Un texte de 1748 indique que l'abbaye Notre-Dame-de-Daoulas percevait les revenus des dimanche, lundi et mercredi de chaque semaine, mais que le dimanche et le mercredi, peu de monde fréquente le Passage alors que « tous les mardis, il passe beaucoup de monde avec chevaux et charges pour le marché de Brest, le jeudi pour le marché de Gouesnou, le vendredi et samedi pour le marché de Brest-Recouvrance ».
La situation péninsulaire du Relecq-Kerhuon a longtemps contribué à isoler la commune, l'estuaire de l'Élorn n'étant franchissable que par des bacs, qui permettaient la traversée entre le Passage du Relecq-Kerhuon et le Passage de Plougastel-Daoulas, les deux lieux-dits ayant conservé cette dénomination. En 1886, le prix du passage est alors de 0,10 centime pour les piétons et de 0,50 centime pour les voitures : on ne peut passer que deux voitures à la fois. Dans Par les champs et par les grèves, Flaubert évoque amusé son passage de l'Elorn.
Albert Clouard décrit comme suit la traversée en 1892 :

« Débarqués à la station de Kerhuon, nous gagnons les bords de l'Élorn et montons dans un bac près de quitter le bord. Des femmes de retour du marché, fortes, épanouies, rieuses, empoignent les gigantesques avirons et s'amusent à ramer en chantant une chanson, tandis que les bateliers, heureux de ce repos momentané, rient des provocantes poses qu'elles prennent en se rejetant en arrière avec effort. Elles portent des coëffes aux ailes recourbées, aux rubans flottants, des ceintures de couleur et quelques-unes de courtes pèlerines à capuchon. Les mariniers sont coiffés d'un bonnet de laine rouge pareil à celui des forçats, sanglés d'une large ceinture de même teinte et vêtus d'un gilet blanc ou bleu garni de boutons d'os. »

En 1897, Tancrède Martel en fait cette description :

« Le passeur est là, qui m'attend. Une figure de vieux pêcheur, tannée et cuite sous le béret. [...] Moyennant la modique somme de deux sous, j'embarque, le vieux allume sa pipe et se met à la voile, et trois minutes après, me voici devant le minuscule port du Passage [l'auteur parle du Passage Saint-Jean côté Plougastel-Daoulas], un vrai port-joujou avec un quai en miniature, borne cerclée de fer, hutte de douanier et, se balançant sur les flots, trois ou quatre barques de pêcheurs. »

Le bac à vapeur, mis en service en juin 1907, ne fonctionnait qu'à certaines heures du jour, ce qui souleva des protestations des habitants, mécontents de la raréfaction du service et de l'augmentation du coût du passage, réclamant même la remise en service du bac à rames ou à voiles antérieur, qui assurait un passage toutes les demi-heures dans la journée. En dehors des périodes de fonctionnement, il fallait faire le détour par Landerneau pour gagner Plougastel-Daoulas ou tout autre endroit de la Cornouaille.
Le passage en bac s'arrêta dès la mise en service du Pont Albert-Louppe en 1930, mais reprit temporairement entre 1944 et 1949, pendant le temps d'indisponibilité du pont en raison du bombardement d'une arche pendant la Seconde Guerre mondiale. Il subsiste un café, le « Café de la cale » qui s'appelait antérieurement « Petit Nice ».

#### La desserte ferroviaire

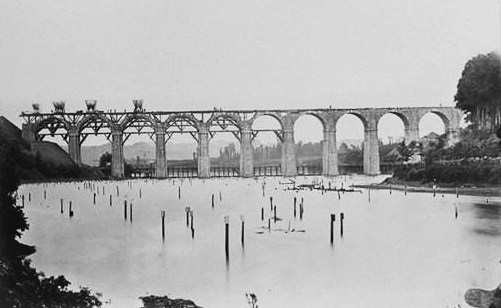
Le Relecq-Kerhuon : le viaduc du chemin de fer (ligne Paris-Brest) sur l'anse de Kerhuon en construction (1862).

Le désenclavement de la commune a commencé par la construction de la ligne ferroviaire de Paris-Montparnasse à Brest en 1865 qui traverse la commune, laquelle dispose d'une gare ferroviaire. Il fallut construire un viaduc ferroviaire long de 200 mètres, haut de 39 mètres et supporté par 11 arches pour franchir l'anse de Kerhuon. La seconde voie entre Kerhuon et Brest n'est posée qu'en 1887.
La construction du viaduc occupa plusieurs centaines d'ouvriers et fut, pour eux, un travail éprouvant : la dynamite étant utilisée pour ce chantier, un accident pouvait très vite arriver. La roche provenait de quatre carrières de Lampaul-Plouarzel et était transportée par gabarre et déchargée dans l'anse. D'autres pierres provenaient de Saint-Divy, Gouesnou et Guipavas.
Dès la mise en service de la gare de Kerhuon se pose le problème de l'amélioration de la route menant, via cette gare, de Guipavas au Passage de Kerhuon : « Il n'existe actuellement [en 1862] entre Guipavas et ce Passage qu'un chemin fort accidenté qu'on ne peut songer à réparer sur place. Les pentes et rampes qui composent ce chemin ont des inclinaisons qui ne s'élèvent pas à moins de quatorze pour cent ; il y a donc lieu d'exécuter une nouvelle voie entre Guipavas et la gare ».

#### AuXXesiècle, les ponts sur l'Élorn
Au XXe siècle, Le Relecq-Kerhuon est traversé par des axes majeurs du transport routier depuis la construction du pont Albert-Louppe mis en service en 1930 traversé par la route nationale 165 (le boulevard Léopold Maissin connut alors bien des embouteillages) ; puis la construction de la voie express Brest-Quimper-Nantes, celle du pont de l'Iroise (mis en service en 1994) et celle de la rocade est de Brest ont mis fin aux embouteillages mais compartimenté la commune en zones isolées les unes par rapport aux autres en dépit des quelques ponts, grands ronds-points et échangeurs permettant la desserte locale.

### Le littoral

#### Du Moulin-Blanc au Gué Fleuri
Même si elle est considérée comme une plage brestoise, la plage du Moulin-Blanc, en bordure de la rade de Brest, est en réalité à cheval sur trois communes : Brest pour sa partie nord-ouest, Guipavas pour sa partie centrale et Le Relecq-Kerhuon pour sa partie orientale, aux alentours du lieu-dit « La Cantine », fréquentée par des baigneurs mais principalement par les pratiquants de planche à voile et autres sports nautiques. Le Spadium Parc est une piscine et un complexe aquatique ludique situé en bordure même de cette plage sur le territoire de la commune.
Le long de la rive droite de l'estuaire de l'Élorn alternent falaises et grèves : la pointe Sainte-Barbe, extrémité de la presqu'île Kerhorre offre un point de vue exceptionnel sur la rade de Brest et les ponts Albert-Loupe et de l'Iroise, au niveau du bois de Sapin où la population brestoise venait pique-niquer par le passé ; l'anse de Camfrout au milieu est une grève exposée au sud et, au-delà de la cale du Passage de Plougastel, se trouve la presqu'île du Gué Fleuri.

#### L'anse de Kerhuon
L'ancienne anse de Kerhuon était le port d'attache des bateaux kerhorres. Dans son Guide du touriste qui date de 1889, Onésime Pradère évoque « les barques de Kerhuon, mollement bercées au roulis, [qui] dorment au pied des promontoires ou glissent sur les ondes scintillantes ». Hippolyte Violeau évoque « ses chantiers et ses écluses bouillonnantes ». L'anse de Kerhuon fut barrée par la construction, due à Antoine Choquet de Lindu, en 1787 d'une digue (reconstruite en 1837) le transformant en un étang d'eau saumâtre vaste de 45 hectares le transformant en parc à bois pour la Marine brestoise (dépôt des bois de mâture et de charpente destiné à la construction et à l'entretien des navires de guerre afin d'en assurer la conservation, enclavation) ; ce dépôt des bois est visité en 1846 par le ministre de la Marine M. de Mackau. Onésime Pradère écrit, toujours en 1889 : « La Marine tient en réserve dans l'anse [de Kerhuon] une valeur de plusieurs millions de bois de constructions dont la bonne conservation est due au mélange, dans des proportions convenables, des eaux douces et des eaux salées ». La pyrotechnie de Saint-Nicolas s'installa sur sa rive orientale à partir de 1875 et l'anse fait toujours partie de son périmètre de protection ; l'anse fut asséchée par les Allemands pendant la Seconde Guerre mondiale et remise en eau ensuite. Le fond de l'anse et sa rive occidentale sont devenus une réserve naturelle ornithologique, refuge de nombreux oiseaux, et un lieu de promenade.
Un projet de construction d'un grand port de commerce ou même d'un port transatlantique destiné à accueillir les paquebots fut même envisagé un temps en 1859 dans l'anse de Kerhuon, mais le projet fut abandonné ; un port transatlantique s'ouvrit bien, mais à Brest, et fonctionna pendant quelques années seulement pendant le Second Empire ; le port de commerce fut édifié à « Brest même » dans l'anse de Porstrein. P. Levot écrit : « La grande superficie de l'anse, la profondeur de l'eau qu'on pourrait y obtenir, en faisant des dragages faciles, et l'interruption à volonté des communications entre elle et la rade (la digue établie à l'entrée de l'anse en est la preuve) permettraient, s'il est nécessaire, de la transformer en un vaste bassin à flot et d'y créer un port de commerce ».
Les conditions de navigation sur la rivière de Landerneau ont toujours été difficiles, même pour accéder à l'anse de Kerhuon ou à la pyrotechnie de Saint-Nicolas :

« La rivière de Landerneau n'est pas accessible aux navires du plus fort tirant d'eau. Elle n'est navigable à mer basse pour les navires de 4 m. de tirant d'eau que jusqu'au nord de la chapelle St-Jean de Plougastel ou même jusqu'à l'anse de Kerhuon (contenant les bois de construction de la marine) à cause de l'étroitesse du chenal. L'entrée en est même diminuée par la basse Ste-Barbe (1,30 m à marée basse) et par les bancs de Keraliou sur le côté sud de la rivière, par le travers de l'anse du Moulin-Blanc. »

En 1867, l'ancien vaisseau mixte de 140 canons, le Wagram, réduit à l'état d'épave, est coulé dans la rivière de Landerneau, un peu à l'est de l'anse de Kerhuon, dans le cadre d'un essai de torpilles. Le 17 juin 1898, l'anse fut cédée par la Marine à l'administration des Domaines. En 1901, le Henri IV est lui aussi coulé volontairement dans l'anse de Kerhuon après avoir été soumis à un torpillage expérimental et l'opération de relèvement qui suivit fut très longue et difficile.

### Hydrographie
Pour un article plus général, voir Réseau hydrographique du Finistère.
La commune est située dans le bassin Loire-Bretagne. Elle est drainée par le ruisseau du Moulin de kerhuon et divers autres petits cours d'eau,.

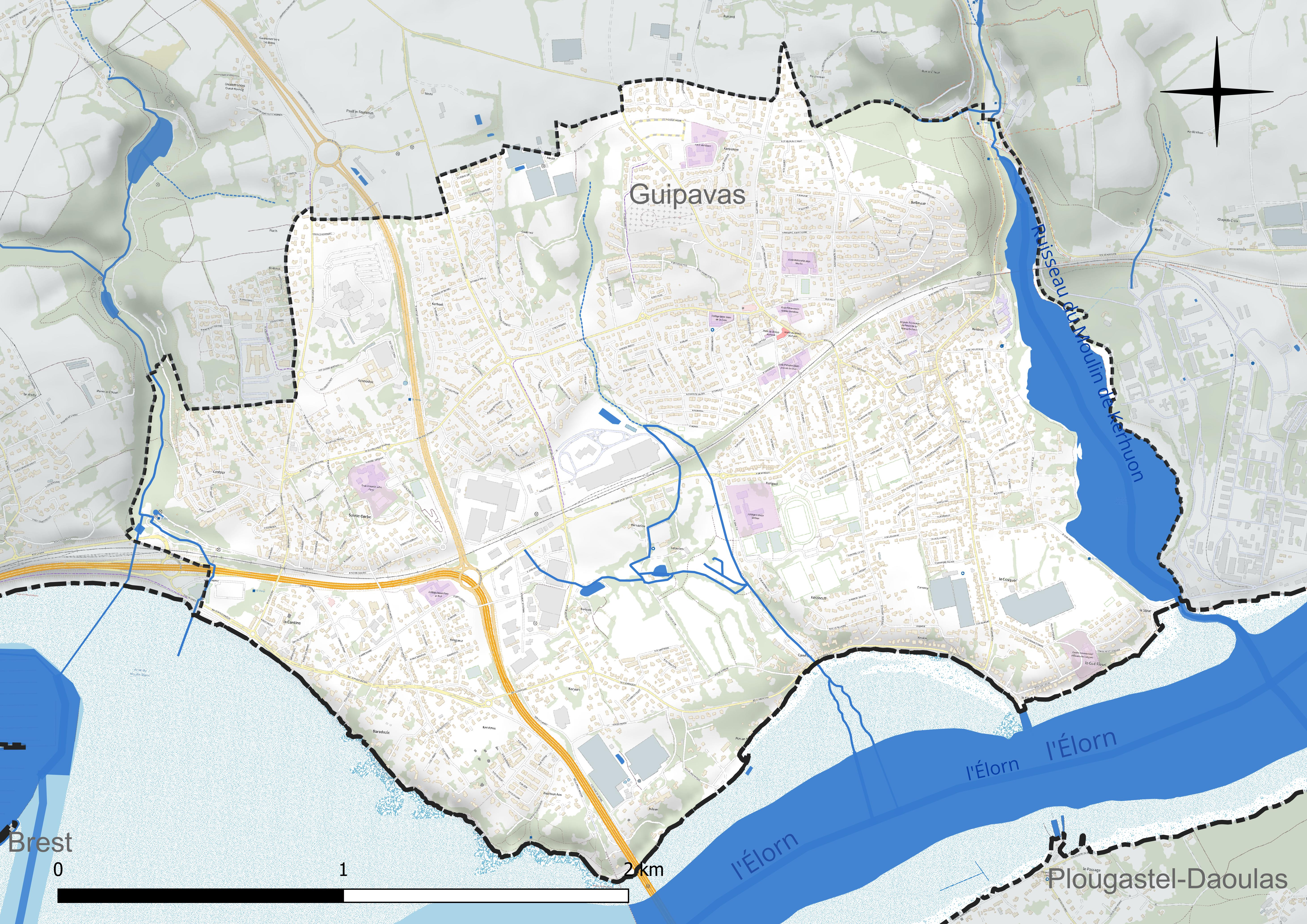
Réseau hydrographique du Relecq-Kerhuon.

### Climat
Pour des articles plus généraux, voir Climat de la Bretagne et Climat du Finistère.
En 2010, le climat de la commune est de type climat océanique franc, selon une étude du CNRS s'appuyant sur une série de données couvrant la période 1971-2000. En 2020, Météo-France publie une typologie des climats de la France métropolitaine dans laquelle la commune est exposée à un climat océanique et est dans la région climatique  Finistère nord, caractérisée par une pluviométrie élevée, des températures douces en hiver (6 °C), fraîches en été et des vents forts. Parallèlement l'observatoire de l'environnement en Bretagne publie en 2020 un zonage climatique de la région Bretagne, s'appuyant sur des données de Météo-France de 2009. La commune est, selon ce zonage, dans la zone « Littoral », exposée à un climat venté, avec des étés frais mais doux en hiver et des pluies moyennes.  
Pour la période 1971-2000, la température annuelle moyenne est de 11,6 °C, avec  une amplitude thermique annuelle de 10,2 °C. Le cumul annuel moyen de précipitations est de 969 mm, avec 16,4 jours de précipitations en janvier et 7,5 jours en juillet. Pour la période 1991-2020, la température moyenne annuelle observée sur la station météorologique la plus proche, située sur la commune de Guipavas à 3 km à vol d'oiseau, est de 11,7 °C et le cumul annuel moyen de précipitations est de 1 229,8 mm,. Pour l'avenir, les paramètres climatiques de la commune estimés pour 2050 selon différents scénarios d'émission de gaz à effet de serre sont consultables sur un site dédié publié par Météo-France en novembre 2022.

## Urbanisme

### Typologie
Au 1er janvier 2024, Le Relecq-Kerhuon est catégorisée centre urbain intermédiaire, selon la nouvelle grille communale de densité à 7 niveaux définie par l'Insee en 2022.
Elle appartient à l'unité urbaine de Brest, une agglomération intra-départementale dont elle est une commune de la banlieue,. Par ailleurs la commune fait partie de l'aire d'attraction de Brest, dont elle est une commune de la couronne,. Cette aire, qui regroupe 68 communes, est catégorisée dans les aires de 200 000 à moins de 700 000 habitants,.
La commune, bordée par la mer d'Iroise, est également une commune littorale au sens de la loi du 3 janvier 1986, dite loi littoral. Des dispositions spécifiques d'urbanisme s'y appliquent dès lors afin de préserver les espaces naturels, les sites, les paysages et l'équilibre écologique du littoral, tel le principe d'inconstructibilité, en dehors des espaces urbanisés, sur la bande littorale des 100 mètres, ou plus si le plan local d'urbanisme le prévoit.

### Occupation des sols
L'occupation des sols de la commune, telle qu'elle ressort de la base de données européenne d'occupation biophysique des sols Corine Land Cover (CLC), est marquée par l'importance des territoires artificialisés (82,5 % en 2018), en augmentation par rapport à 1990 (72,3 %). La répartition détaillée en 2018 est la suivante :
zones urbanisées (75,9 %), zones agricoles hétérogènes (8,7 %), zones industrielles ou commerciales et réseaux de communication (6,6 %), eaux maritimes (5,4 %), forêts (3,4 %). L'évolution de l'occupation des sols de la commune et de ses infrastructures peut être observée sur les différentes représentations cartographiques du territoire : la carte de Cassini (XVIIIe siècle), la carte d'état-major (1820-1866) et les cartes ou photos aériennes de l'IGN pour la période actuelle (1950 à aujourd'hui).

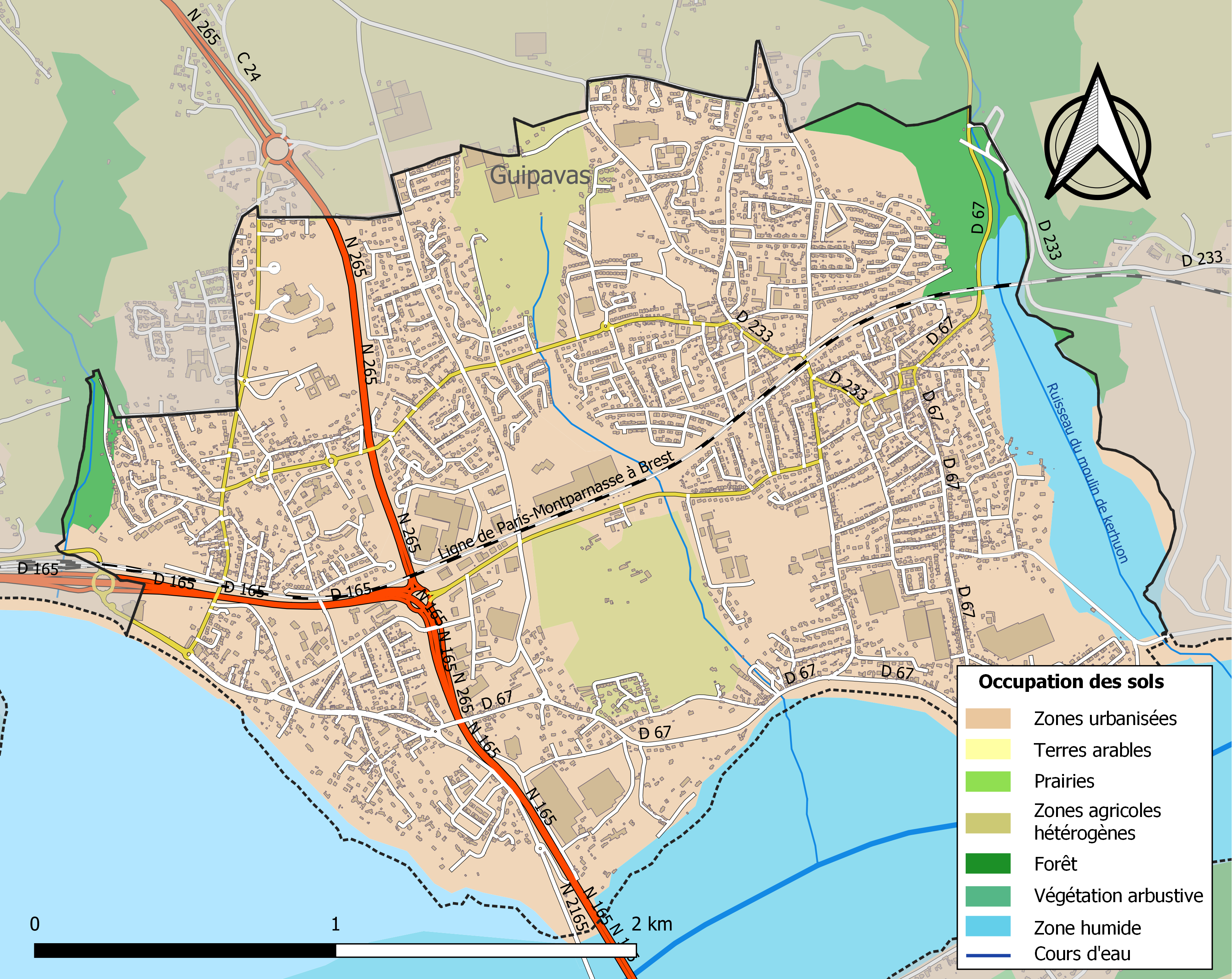
Carte des infrastructures et de l'occupation des sols de la commune en 2018 (CLC).

## Toponymie
Le nom de la localité est cité pour la première fois sous la forme Le Relec en 1544.
Le Relecq est la forme francisée du mot breton « releg[enn] » signifiant « relique » (quand ce mot est utilisé en toponymie, c'est généralement avec la signification de « cimetière »).
Kerhuon est un composé du mot breton « ker » (« village ») associé au mot « huon », si « huon » est une forme très localisée (en Cornouaille) en breton pour le soleil (habituellement désigné sous le mot breton « heol »), il s'agirait ici plus probablement d'un anthroponyme, ancien cas régime du nom Hue ou variation courante en Bretagne du nom Hugon, Hue et Hugon étant d'anciennes formes d'oïl de Hugues, prénom et nom de famille français d'origine germanique. 
Le nom breton moderne est Ar Releg-Kerhuon.

## Histoire
Au moment de la construction du chemin de fer (1862-1865), le hameau de Kerhuon et son manoir (cordelée de Saint-Nicolas), se trouvaient sur la berge est de l'anse du même nom. Le viaduc, ainsi que la gare desservant le hameau de Kerhorre, à l'ouest de l'anse, prennent alors ce nom. À la suite de la mise en service de la gare, en 1865, le quartier alentour va se peupler et prendre le nom de celle-ci : Kerhuon.
En 1892, Victor Saliou, publiciste à Keralas, écrit au moment où la commune doit se choisir un nom :

« Le grand village tout entier qui se trouve près de la gare a été désigné de tout temps sous le seul nom de Kerhorre... Quant au vrai village ou propriété de Kerhuon appartenant à Monsieur Bonamy, il devra, d'après la nouvelle délimitation, rester dans la commune de Guipavas. »

### Antiquité
Un tumulus a été découvert près du lieu-dit Goarem-an-Dorgen (dont le nom breton signifie en français petite butte de terre et il fut exploré en 1872. Douze petits objets en bronze datant de la seconde moitié du IIIe siècle ont été trouvés en 1862 lors de la construction du viaduc de l'anse de Kerhuon.
Des traces d'une voie romaine venant de Vorgium (Carhaix) via Landerneau, et passant par devant le site de la Joyeuse Garde en La Forest-Landerneau avant de poursuivre soit en direction de Gesocribate (Brest), soit de Vorganium, ont été retrouvées à l'extrémité de l'anse de Kerhuon, à proximité du viaduc ferroviaire.

### Moyen Âge
Le 4 février 1617, François de Rospiec, écuyer, sieur de Kerhuon, épouse Anne Pinart en l'église de Lannilis.
Au XVIe siècle, les hameaux du Relecq et de Kerhorre appartiennent à la sénéchaussée de Brest et Saint-Renan. La chapelle de Camfrout (disparue), par contre, dépendait de l'abbaye de Daoulas et était à l'origine un prieuré dénommé hôpital de Treisquinet, mentionné en 1180.

#### Le manoir de Lossulien
Son nom provient du mot breton loc (lieu consacré) et de saint Sulien, dit aussi saint Suliau, saint breton plus ou moins mythique du VIe siècle. Saint Suliau aurait été confondu avec saint Julien dit l'Hospitalier ou le Passeur, saint approprié pour patronner un lieu proche d'un tel site. Le site est particulièrement bien choisi, à proximité d'une source et d'un ruisseau pentu permettant un apport d'énergie (moulin), à proximité de la grève du Passage de Treisquinet permettant de franchir l'Élorn et de l'itinéraire partant de là pour desservir le Léon, en particulier fréquenté par les pèlerins se rendant aux sanctuaires du Folgoët et de Saint-Jaoua à Plouvien, ce qui explique que le lieu ait été tôt contrôlé par les comtes de Cornouaille.
Un château en bois aurait existé au Haut Moyen Âge selon Louis Le Guennec, le domaine seigneurial initial se nommant Trébit et assurait la surveillance de l'embouchure de l'Élorn. La première résidence seigneuriale était située vraisemblablement sur une éminence voisine du manoir actuel. La tradition orale dit qu'un fils cadet de la famille de Cornouaille aurait reçu ces terres en apanage à son retour de la première croisade en 1099 et l'historien Christian Le Roux pense que les descendants du titulaire de ce fief ont constitué la branche léonarde de la famille de Cornouaille qui aurait reçu Lossulien en apanage et dont un descendant aurait agrandi le domaine grâce à un mariage avec l'héritière du domaine voisin de Kervern (Kerguen). En 1398, Olivier de Cornouaille est gouverneur de Lesneven. Lossulien fut un temps à la tête d'un fief de vaste superficie s'étendant de Guipavas à Lambézellec. Au XVe siècle, les seigneurs de Lossulien sont grands feudataires (grands seigneurs) du Bas Léon et ont par exemple l'insigne honneur de porter l'évêque de Léon lors de son entrée dans la cathédrale de Saint-Pol ; ils jouissent aussi de prééminences dans les églises de Guipavas, de Lambézellec, du château de Brest et des Sept-Saints, dans les chapelles du Run en Guipavas, de Trénynez, et, sur le territoire du Relecq, de Saint-Laurent de Camfrout, de Sainte-Barbe et du Relecq. Un certain Fleury de Lossulien fut capitaine et gouverneur de Quimper entre 1712 et 1719.
Lossulien fut la propriété successive des familles de Cornouaille (le 14 août 1547, Guillaume III de Kersauson, sieur de Penhoët, Kerviliou, Lavallot, etc. épouse Claude de Cornouaille, fille de Guillaume de Cornouaille, sieur de Lossulien et de Françoise de Kerougant), Guengat (avant 1650 ; en 1507, il devient la propriété de Jacques de Guengat, seigneur de Lossulien), Kergorlay et Kersauson (entre 1650 et 1676 ; Charles de Kersauson habitait le manoir de Lossulien en 1676). Le domaine fut acheté par Louis Fleury, riche armateur de Landerneau, qui fit entrer sa famille dans la noblesse par l'achat du titre de « Secrétaire du Roi, Maison et Couronne de France » et par ses deux enfants mariés l'un à un membre de la famille de Kergroadès et le second à un membre de la famille de Kerouartz. Le manoir et son domaine, propriété de Jacques Toussaint de Kerouartz, comte de Penhoët et vicomte de Kermellec lorsque se déclenche la Révolution française, fut vendu comme bien national les 17 et 18 ventôse an II (7 et 8 mars 1794) au citoyen Pierre-Marie Lavallée, négociant à Brest, pour environ 110 000 livres.
La chapelle de Lossulien, qui date du XVIe siècle, mais a servi un temps d'écurie, a été conservée. Le vitrail de la chapelle, réalisé en 1963 par Adeline Hebert-Stevens, montre Guillaume de Cornouaille lors de la première croisade, faisant vœu à Notre-Dame du Relec en Plounéour-Ménez de lui dédier une chapelle sur ses terres, à son retour.
Dans la nuit du 4 au 5 septembre 2018, un incendie s'est déclaré dans la partie enterrée du Moulin se trouvant sur le domaine mais fort heureusement sans endommager la bâtisse datant du XVIe siècle.

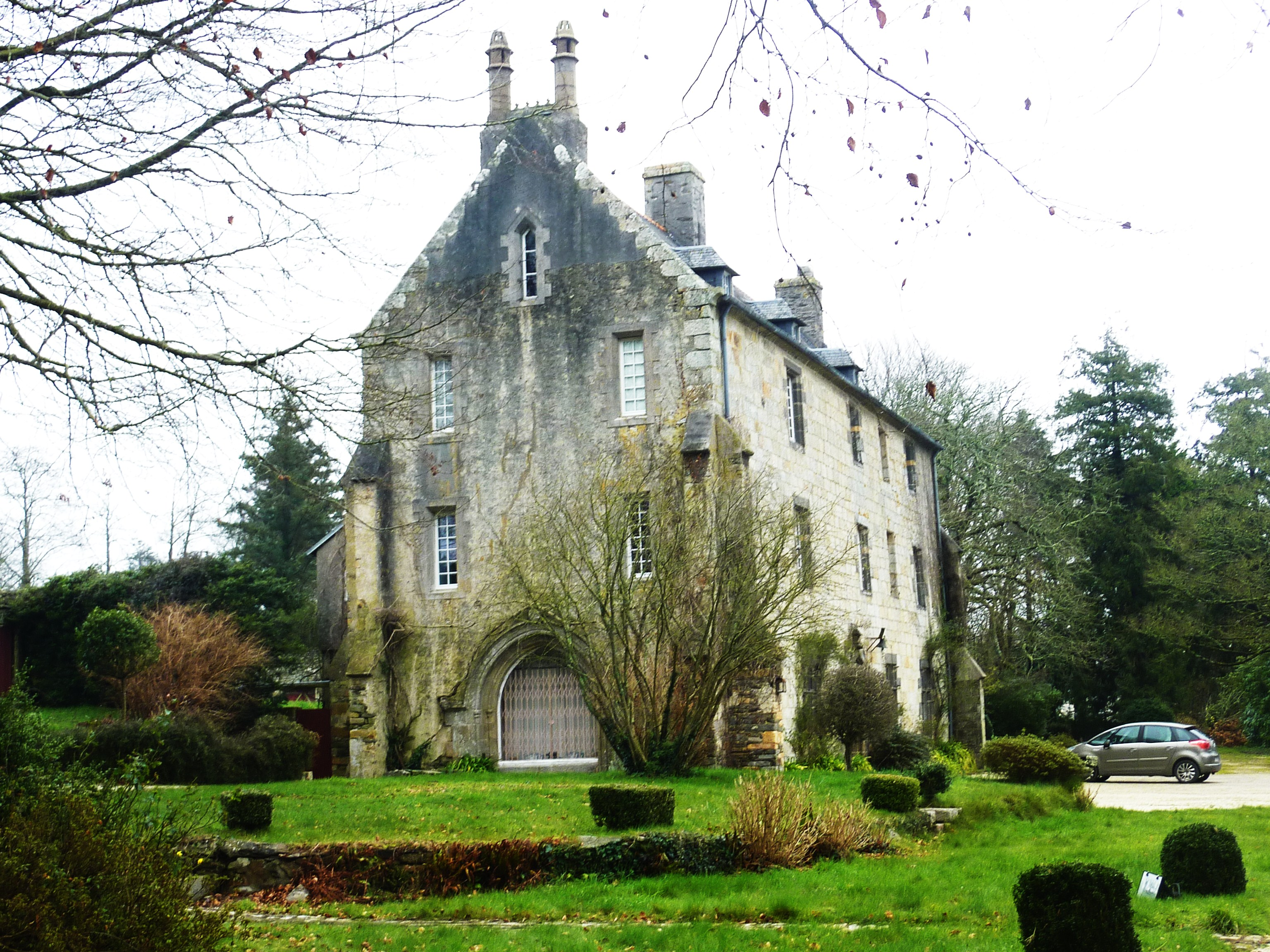
Le Relecq-Kerhuon : le manoir de Lossulien 1.
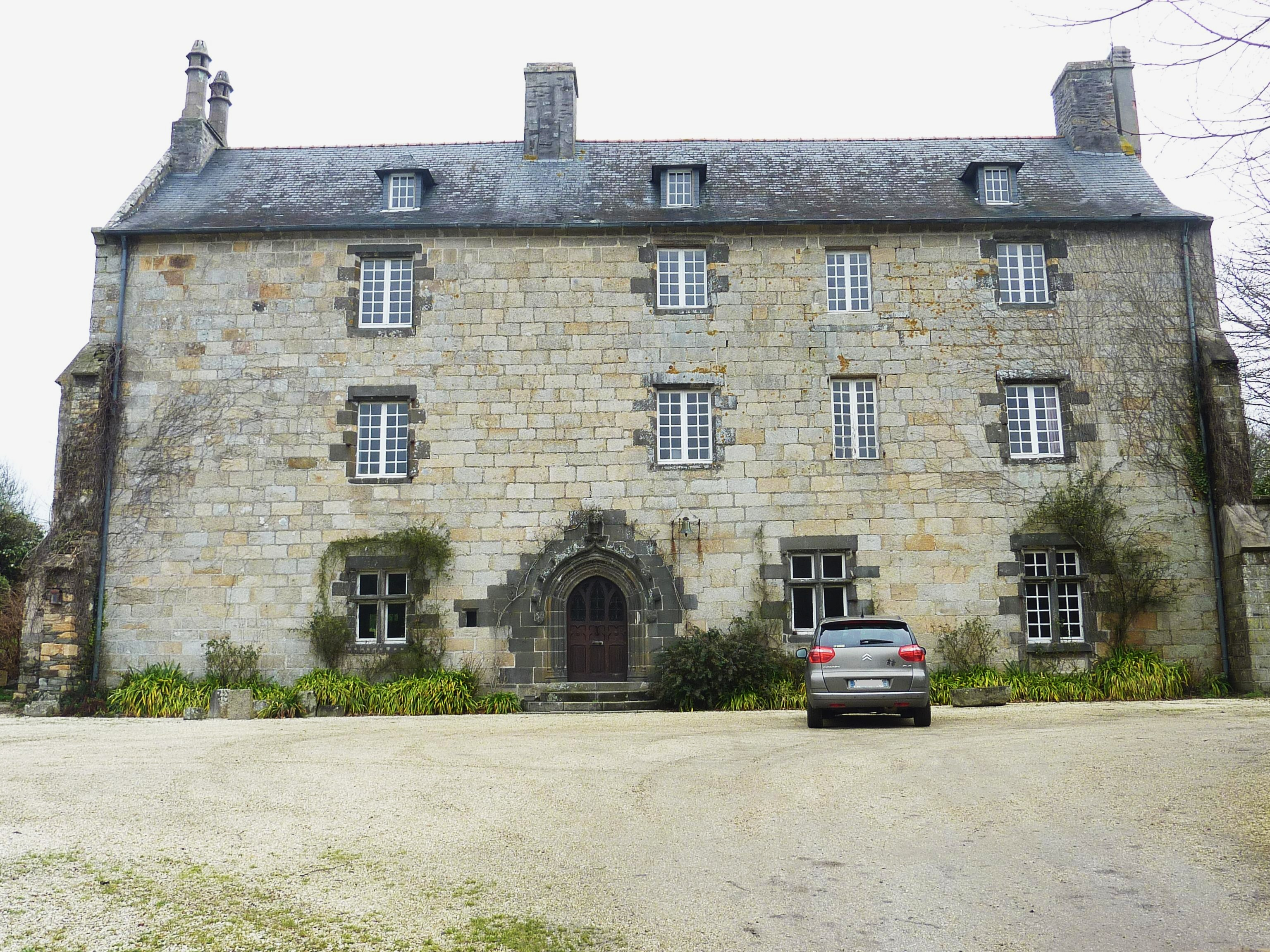
Le Relecq-Kerhuon : le manoir de Lossulien 2.
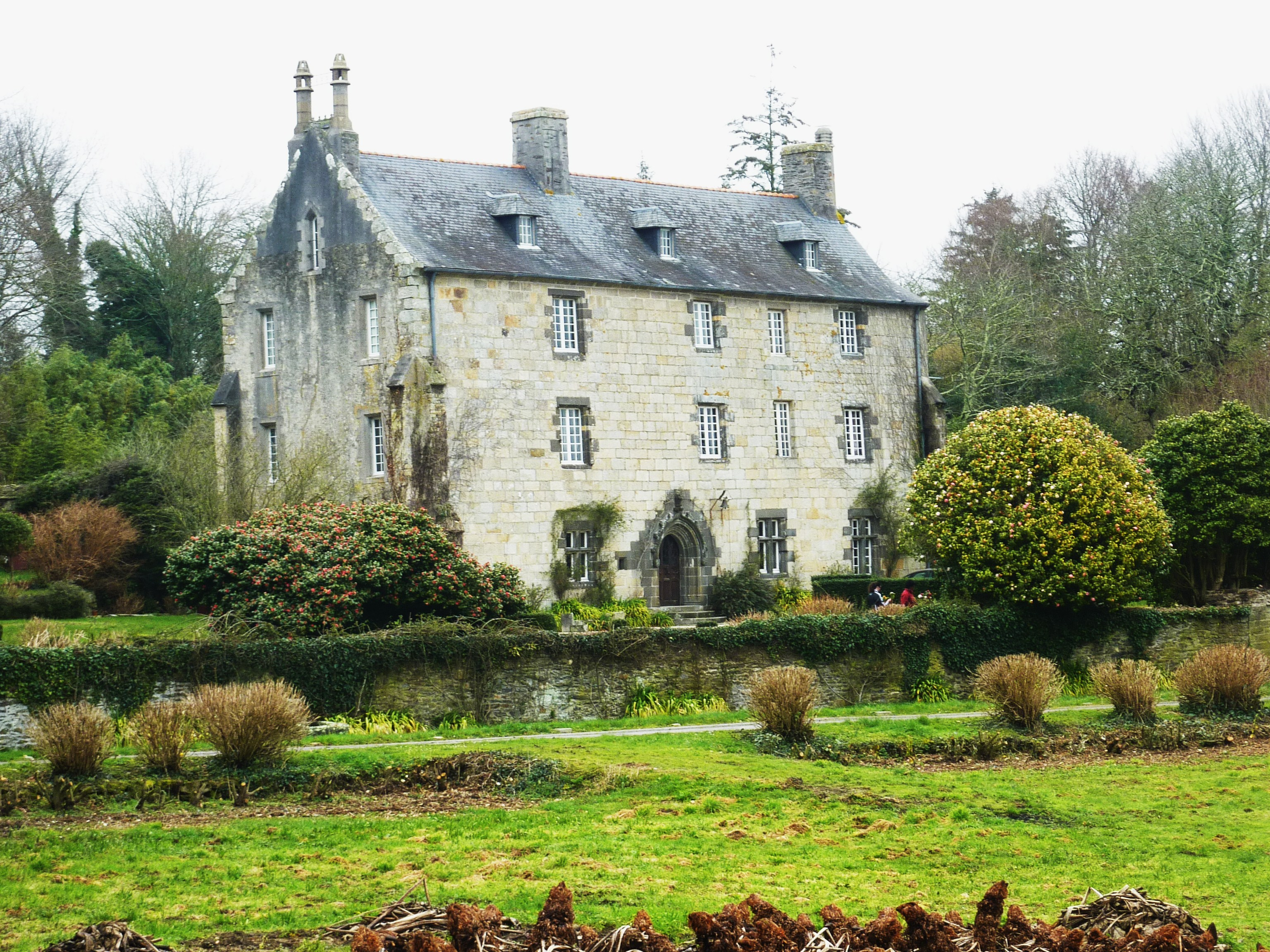
Le Relecq-Kerhuon : le manoir de Lossulien 3.
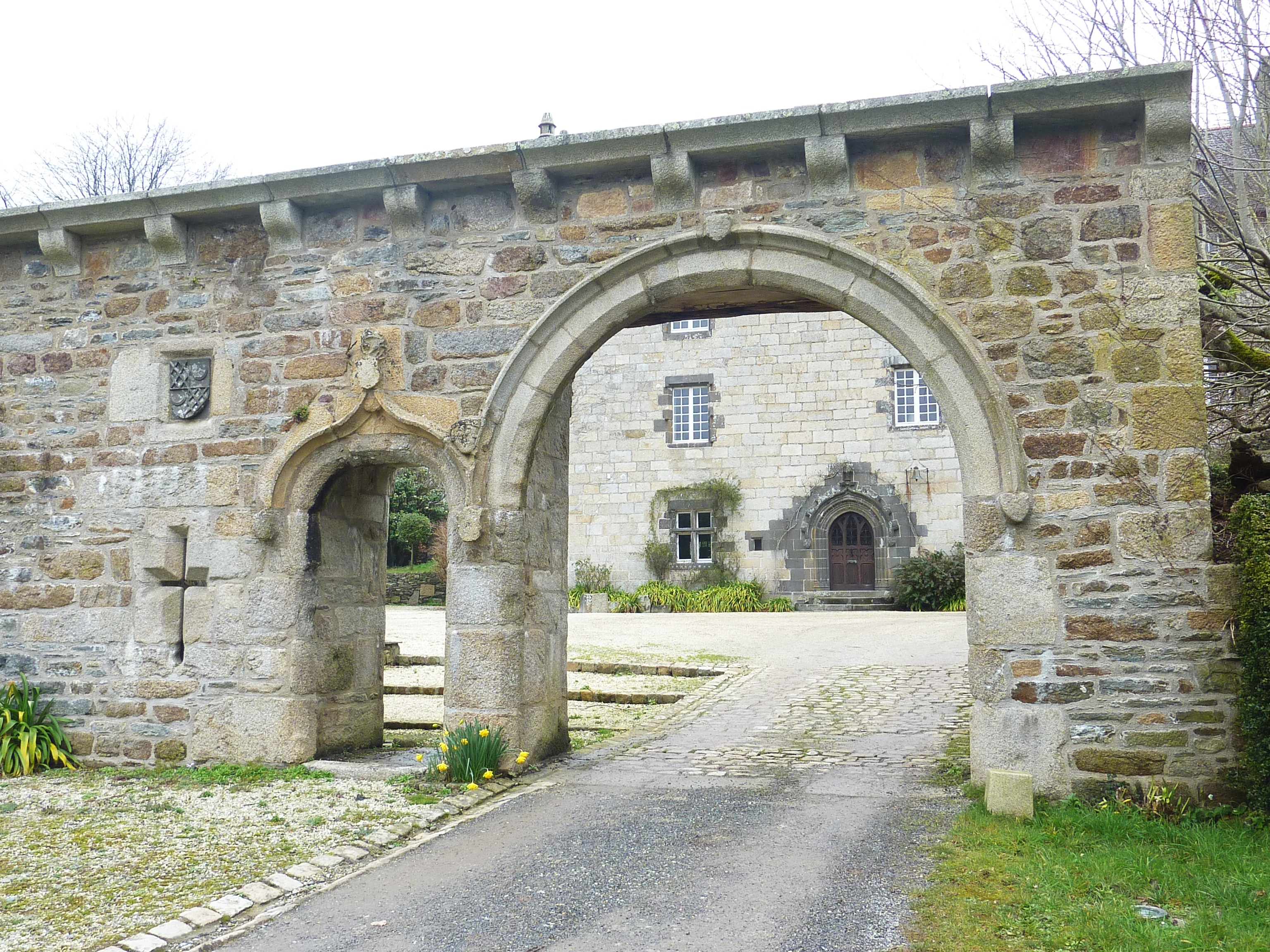
Le Relecq-Kerhuon : le manoir de Lossulien, portail d'entrée.
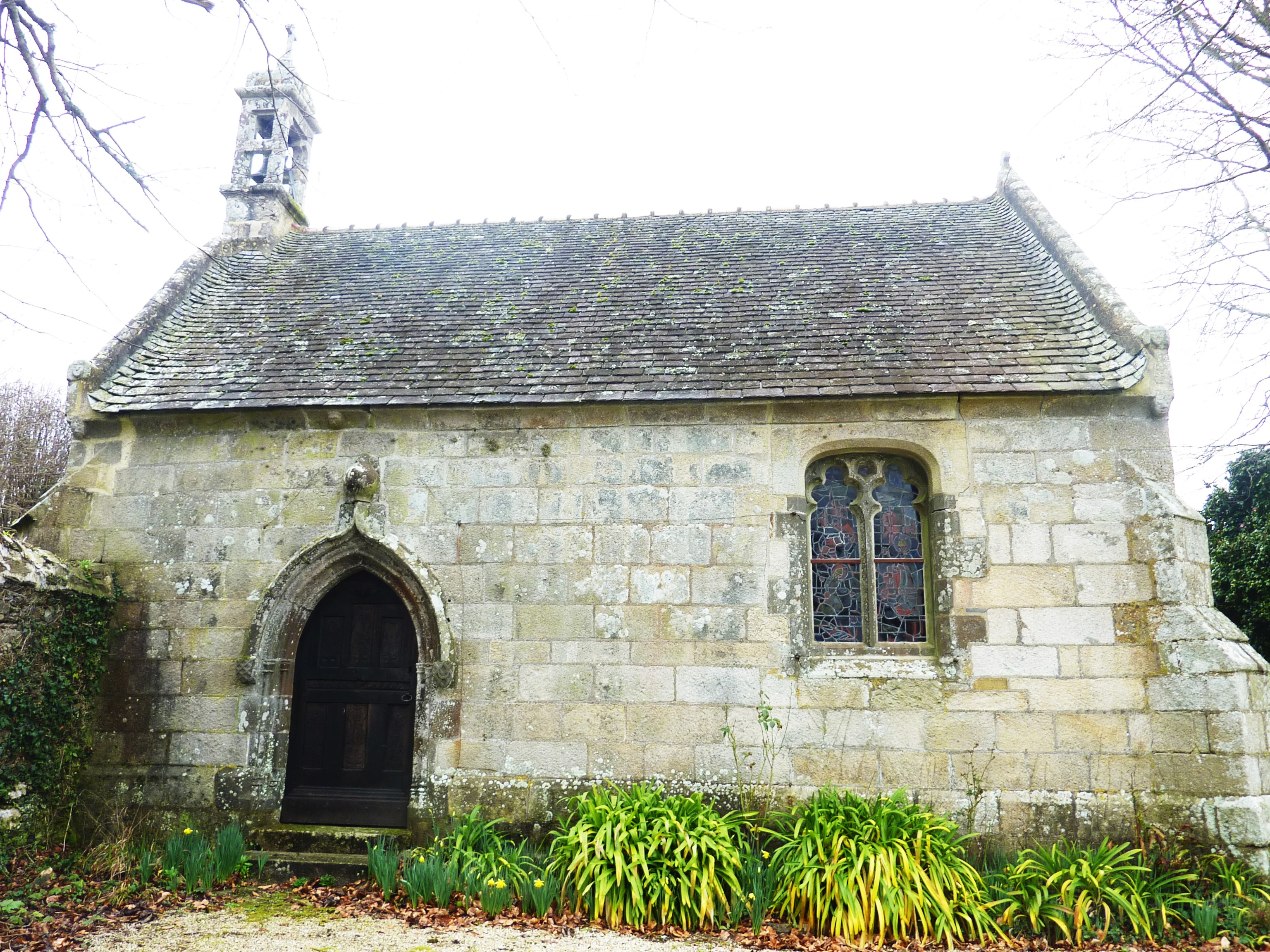
Le Relecq-Kerhuon : le manoir de Lossulien, la chapelle du XVIe siècle.
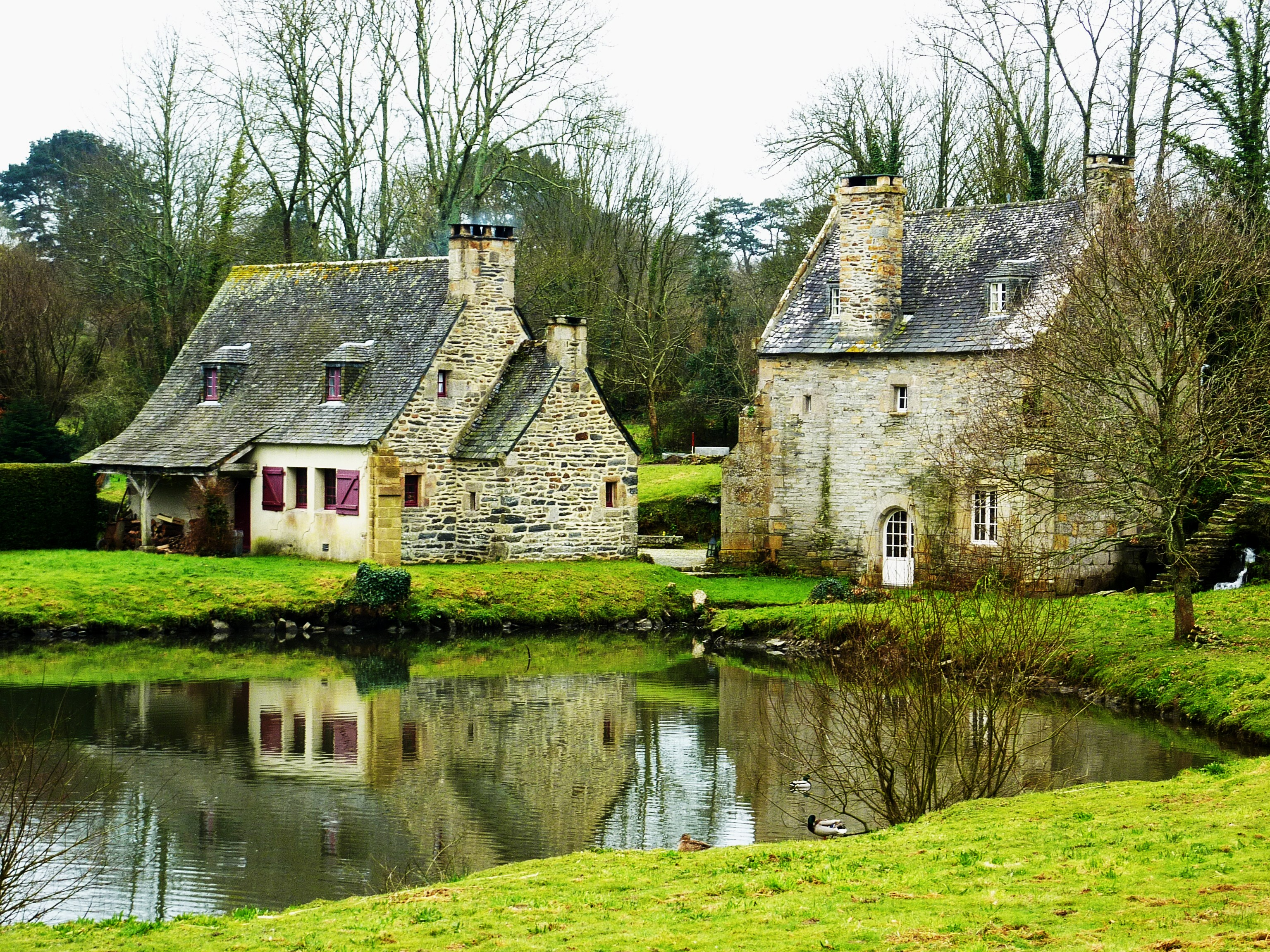
Le Relecq-Kerhuon : le manoir de Lossulien, l'étang et les moulins.
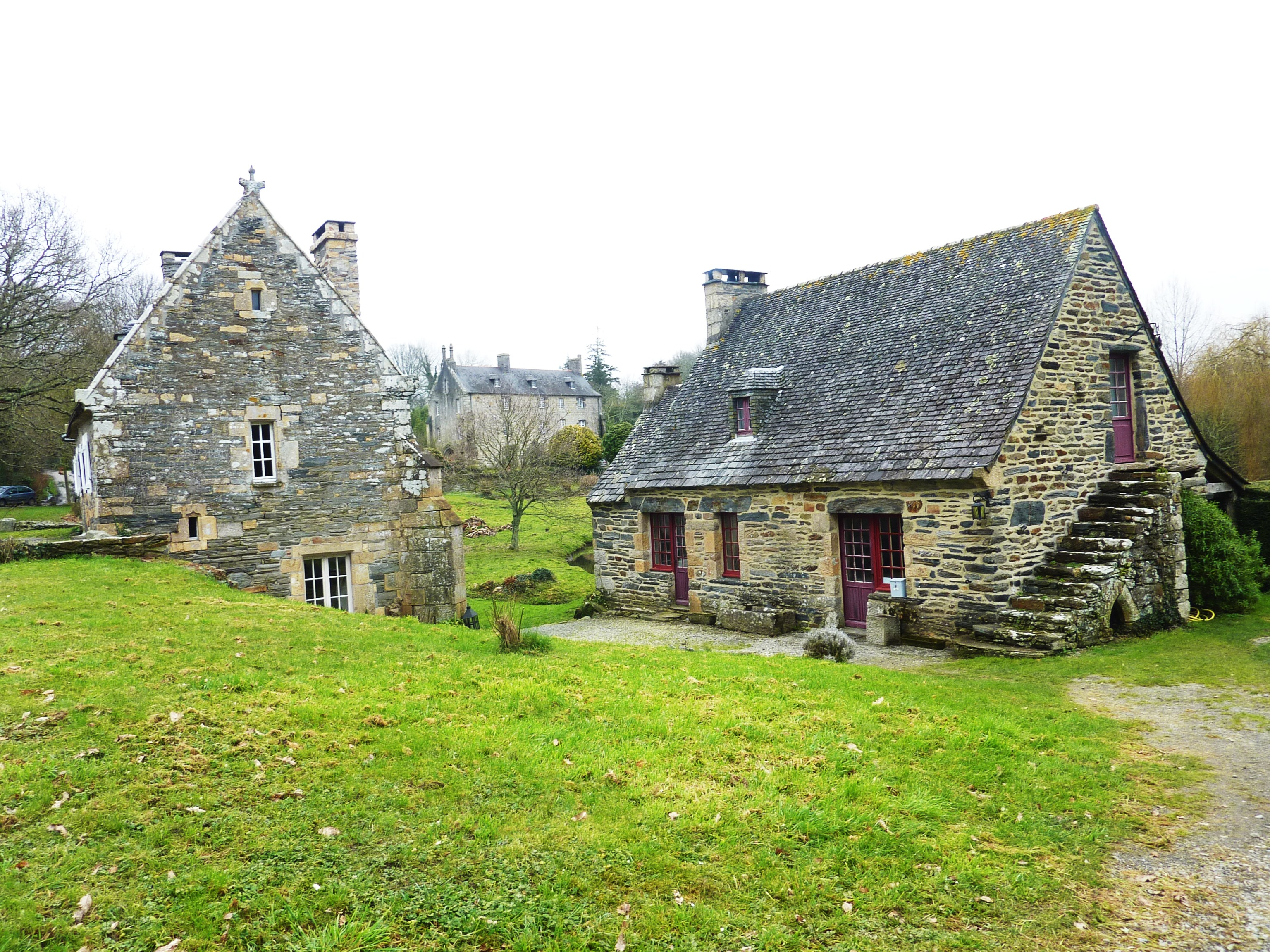
Le Relecq-Kerhuon : le manoir de Lossulien et les moulins.

### L'épidémie de choléra de 1885

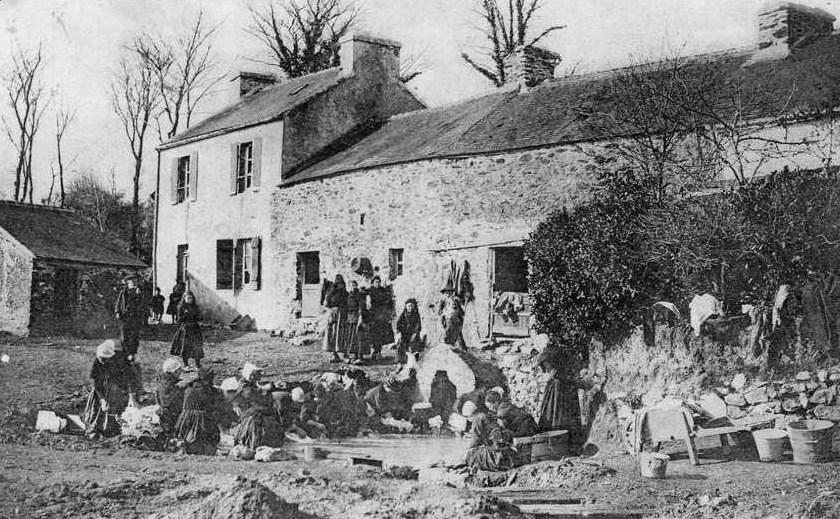
Un lavoir à Kerhuon vers 1900-1905.

Le hameau de Kerhuon, alors encore dépendant de la commune de Guipavas, est particulièrement frappé par l'épidémie de choléra d'octobre 1885. Par exemple à Prat-Salon, dépendance du hameau de Kerhuon, « il y eut 7 cas, dont 5 décès, sur une population de 18 habitants, dans l'espace de quelques jours. L'eau d'alimentation avait été contaminée par l'eau d'un lavoir placé tout à côté de la source, un peu au-dessus, et séparé d'elle par un petit mur en terre ; on avait lavé des linge de cholériques ». « C'est un de ces hameaux maritimes, Kerhuon ou Kerhorre, qui a été le plus frappé. [...] Par sa position entre Brest et un bras de mer, ce hameau est particulièrement exposé aux épidémies. Ainsi a-t-il été visité par la plupart des épidémies qui ont atteint le Finistère depuis 1834 ; le choléra et la fièvre typhoïde y ont toujours fait de nombreuses victimes » écrit Henri Monod. L'épidémie de 1885 fit en tout pour le seul hameau de Kerhorre 49 malades dont 16 ont succombèrent.
L'insalubrité explique la propagation aisée de l'épidémie comme le prouve cette description de Kerhuon à l'époque :

« La plupart des maisons contaminées sont entourées d'un fumier mouvant où l'on enfonce parfois plus haut que la cheville ; nulle part, on ne trouve de fosse à purin, et l'air avoisinant est d'un méphitisme absolu qui envahit l'intérieur des habitations. Kerhuon n'a pas d'abattoir situé en dehors de la localité ; les bouchers sont donc obligés de tuer les bestiaux sur place, dans l'intérieur même de leur maison... »

 Les médecins venus sur place sont insultés (en breton) par la population locale persuadée qu'ils semaient le choléra (car les médecins saupoudraient de chlore les tas de fumier où étaient déversés les déjections des cholériques) et ne cherchaient qu'à ruiner les gens, par exemple parce qu'ils demandaient aux familles des victimes de brûler leurs draps. Il fallut envoyer des gendarmes !
Les lavoirs (les doués disait-on, dans le vocabulaire local) étaient effectivement très rudimentaires, de simples trous d'eau en fait utilisés par les lavandières pour laver leur linge.
En 1899, Le Relecq-Kerhuon fait partie des dix-huit seules communes du département du Finistère à déjà posséder une société d'assurance mutuelle, forte de 20 adhérents, contre la mortalité des animaux de ferme, qui assure les chevaux et les bêtes à cornes.

### L'indépendance paroissiale puis communale du Relecq-Kerhuon (1896)
En 1896, les villages de pêcheurs et d'ouvriers de la commune essentiellement rurale de Guipavas se séparent de celle-ci. Les causes sont à rechercher dans une croissance démographique et un conflit d'intérêts, ainsi que des divergences d'opinions politiques, entre ruraux et non-ruraux. La paroisse du Relecq, constituée des villages de Kerhuon, du Relecq, de Sainte-Barbe et de Camfrout, créée le 7 janvier 1869, était déjà depuis quelques décennies distincte de celle de Guipavas. Les villages de Kerhorre et du Relecq fusionnent pour donner naissance au Relecq-Kerhuon. Kerhuon est le nom de la gare, référence à château, étang et moulin à eau voisins. Les villages du Rody et du Douvez devaient se réunir aux deux autres, mais au dernier moment leurs habitants, sous la pression des élus de Guipavas, maintinrent leur attache à leur ville mère. Le Relecq-Kerhuon se trouve donc encerclé par sa « grande sœur », qui conserve deux fenêtres littorales, l'une sur l'Élorn, l'autre sur la rade de Brest (partie centrale de la plage du Moulin-Blanc) de part et d'autre du littoral de la commune du Relecq-Kerhuon. Dans un premier temps, le nom de Kerhuon-Relecq fut envisagé.
En 1873, la section du Relecq était peuplée de 2 070 habitants et le reste de la commune de Guipavas de 4 532 habitants. Les habitants du Relecq et de Kerhuon demandaient déjà depuis 1873 la création d'une commune indépendante, arguant dans une pétition « leur éloignement du chef-lieu communal dont ils sont séparés (...) par cinq kilomètres environ » ; les pétitionnaires « se plaignent d'une hostilité systématique de la part de la municipalité de Guipavas et établissent un lien entre cette hostilité à un certain nombre de griefs spéciaux : insuffisance de l'église paroissiale, mauvais état des écoles, insuffisance de leurs voies de communication, etc. ». Le conseil général du Finistère en 1877 donne un avis défavorable : « Tout ce que demande Le Relecq peut être obtenu sans qu'il soit besoin de recourir à une séparation » (création d'un bureau d'état civil au Relecq, d'un bureau de poste, « l'école des filles a été améliorée, un très beau local a été livré pour l'école des garçons »). La perte de la section du Relecq causerait à Guipavas un préjudice moral, lui enlèverait « la plus grande partie de son rivage maritime, c'est-à-dire le droit à la coupe du goémon et les autres avantages réservés aux riverains ». Le rapporteur de la commission du Conseil général du Finistère, le comte de Legge rajoute que « la population [de Kerhuon et du Relecq] est en grande partie constituée d'ouvriers et de marins qui échappent à l'impôt, ne paie même pas de cote personnelle. Les charges retomberont donc sur la population rurale, celle qui a une attache au sol. Or cette partie de la population ne désire nullement la séparation ». En conséquence, le conseil général du Finistère émet lors de sa session d'avril 1877 un avis défavorable à cette demande de scission.
De 1884 à 1896 vont s'affronter au conseil municipal de Guipavas la minorité agissante du Relecq et la majorité conservatrice représentant le reste de la commune. Chacune des parties sachant que la séparation est inéluctable et qu'une nouvelle commune doit naître. Les limites fixées seront donc au ruisseau du Costour et à l'anse de Kerhuon. Au nord, les habitants décideront de leur sort : ceux de Poul-Ar-Feunteun et de Keroumen réclameront leur rattachement au Relecq que refuseront les fermiers de Runavel, Porsméan et de Reun-ar-C'Hoat.
Le 30 mars 1896, Le Relecq-Kerhuon est érigé par la loi en commune distincte. Le 8 avril 1896 le Journal officiel publie la grande nouvelle, laquelle est signée par Félix Faure, président de la République, et contresignée par Paul Doumer ministre de l'Intérieur. 3 504 habitants y sont déjà recensés. L'expansion démographique de la commune commence en 1960 et s'acheva vers 2000 après le quasi-épuisement des zones urbanisables même si on assiste aux environs de 2010 à une reprise de l'urbanisation sur les rares parcelles constructibles du territoire communal non encore urbanisées. Le Relecq-Kerhuon est à présent la dixième ville du département du Finistère. Sa faible superficie en fait la commune la plus densément peuplée du département après Brest.
La construction de l'église Notre-Dame-du-Relecq entre 1890 et 1895, sous l'impulsion de l'abbé Letty, qui décède avant l'achèvement des travaux, est facilitée par d'importants dons d'argent : les principaux mécènes sont Jean-Baptiste Ghilino (premier maire de la commune en 1896), Pierre de Sayn-Wittgenstein et le prince de Hohenlohe. Le testament de Rosalie Léon contenait une clause concernant la construction de l'église, par laquelle une somme d'argent devait être léguée pour le projet de l'abbé Letty : « ... Dans le cas où l'on viendrait à construire une église au Relecq, je désire que mon légataire universel Pierre de Sayn-Wittgenstein participe à la dépense de cette construction de ma part et à mon intention et ce pour une somme de vingt-cinq mille francs... ».

### LaRivieradu Relecq-Kerhuon
À la fin du XIXe et au début du XXe siècle, le littoral du Relecq-Kerhuon, surtout côté rivière de Landerneau devient une Riviera car il bénéficie d'un microclimat (face au sud, donc bien ensoleillé et abrité des vents d'ouest par la pointe Sainte-Barbe), devient un site très recherché par l'aristocratie et la bourgeoisie de l'époque, la desserte par le chemin de fer contribuant au succès de cette station grâce à la proximité de la gare du Relecq-Kerhuon. Quelques belles propriétés s'y construisent ; parmi elles :

#### De la noblesse russe et allemande au Relecq-Kerhuon: le château de Kerléon

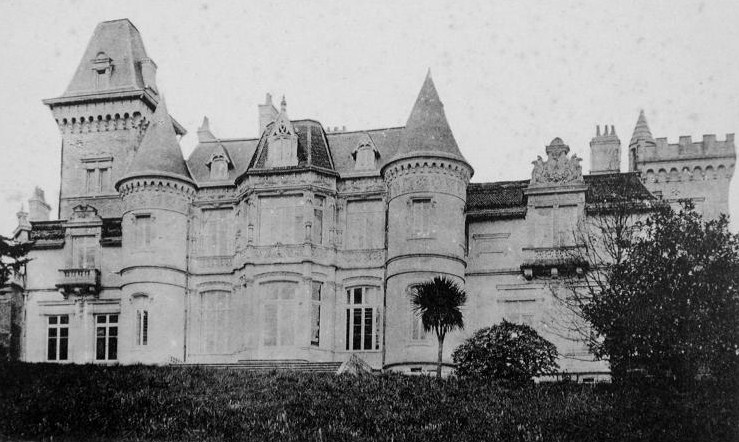
Le château de Kerléon au début du XXe siècle.

En compagnie d'une épouse morganatique originaire du Finistère, Rosalie Léon (née le 21 octobre 1832 à Quimper, orpheline jeune et élevée à Guipavas par sa sœur Céline, fut servante à Guipavas à l'Auberge de Bretagne où elle rencontra une troupe de comédiens dont elle suivit la tournée jusqu'à Paris où elle devint chanteuse de cabaret avant de devenir une actrice parisienne en vogue et de mener une vie de demi-mondaine), dont la beauté était paraît-il remarquable et l'intelligence vive, le prince russe Pierre de Sayn-Wittgenstein, fils de Louis-Adolphe-Pierre zu Sayn-Wittgenstein, et lui-même ancien lieutenant général et aide de camp du tsar Alexandre III, la remarqua lors d'un spectacle et en tomba follement amoureux. Elle devint sa maîtresse officiellement déclarée, connue sous le nom de "princesse Léon" ; le couple recevait alors dans son hôtel particulier toute la bonne société parisienne de l'époque. Pendant l'été 1862, le couple vint à Guipavas et le prince achète une propriété au lieu-dit "Beau-Repos" et une autre dans le quartier de Camfrout en Kerhuon (il y fait construire une isba) ; par la suite le couple vint se fixer au hameau de Kerbar où il fit construire par Guillemard entre 1883 et 1886 le château de Kerléon, entouré de vastes jardins et de serres magnifiques, puis la princière chaumière russe de Kerjulien à proximité. Le couple fut généreux envers la population du voisinage et multiplia les donations philanthropiques, mais celle que tout le pays de Brest surnommait « la bonne princesse russe », atteinte par la tuberculose, décédait le 28 août 1886 à Ems, station thermale où elle était allé « prendre les eaux » ; son mari, inconsolable, décéda quelques mois plus tard le 19 août 1887 dans son château de Kerléon au Relecq-Kerhuon mais son cercueil fut transféré en 1892 dans le caveau familial le 26 mai 1892 à Schillingsfürst (Bavière).
Sa sœur jumelle, Marie de Sayn-Wittgenstein-Berleburg (1819-1897), princesse de Hohenhole, hérita des vastes domaines (plus de 1 500 000 hectares !) de son frère (dont le château de Mir) et, entre autres, du domaine de Kerléon. Elle était mariée au prince bavarois Chlodowig-Alexis de Hohenhole-Schillingfürst, duc de Ratibor et Corvey (né à Rotenburg an der Fulda en 1819, décédé à Ragaz, en Suisse, en 1901). Ce dernier fut ministre des Affaires étrangères et président du Conseil de Bavière (1866-1870), puis après la réalisation de l'unité allemande au profit de la Prusse, ambassadeur d'Allemagne en France entre 1874 et 1885, statthalter redouté d'Alsace-Lorraine entre 1885 et 1894 (procédant entre autres à une germanisation impitoyable) et chancelier du Reich entre 1894 et 1900. Mais la princesse de Hohenhole, victime de la confiscation des biens étrangers par le tsar (oukase de 1887) et de ses dépenses excessives (les travaux de restauration et d'embellissement du château de Kerléon lui coûtèrent 2 millions de francs de l'époque) dut accepter en 1889 la vente par liquidation judiciaire du domaine de Kerléon pour 210 000 francs seulement. Mais la princesse s'étant réservé lors de cette vente une pittoresque partie de ce vaste domaine, le castel de Kerjulien, continua à y venir de temps à autre, à l'abri des mondanités, mais n'oubliant jamais, comme son frère avant elle, « les pauvres du Relecq ». Le chancelier d'Allemagne séjourna au Relecq-Kerhuon à plusieurs reprises, par exemple il vint en mai 1900.

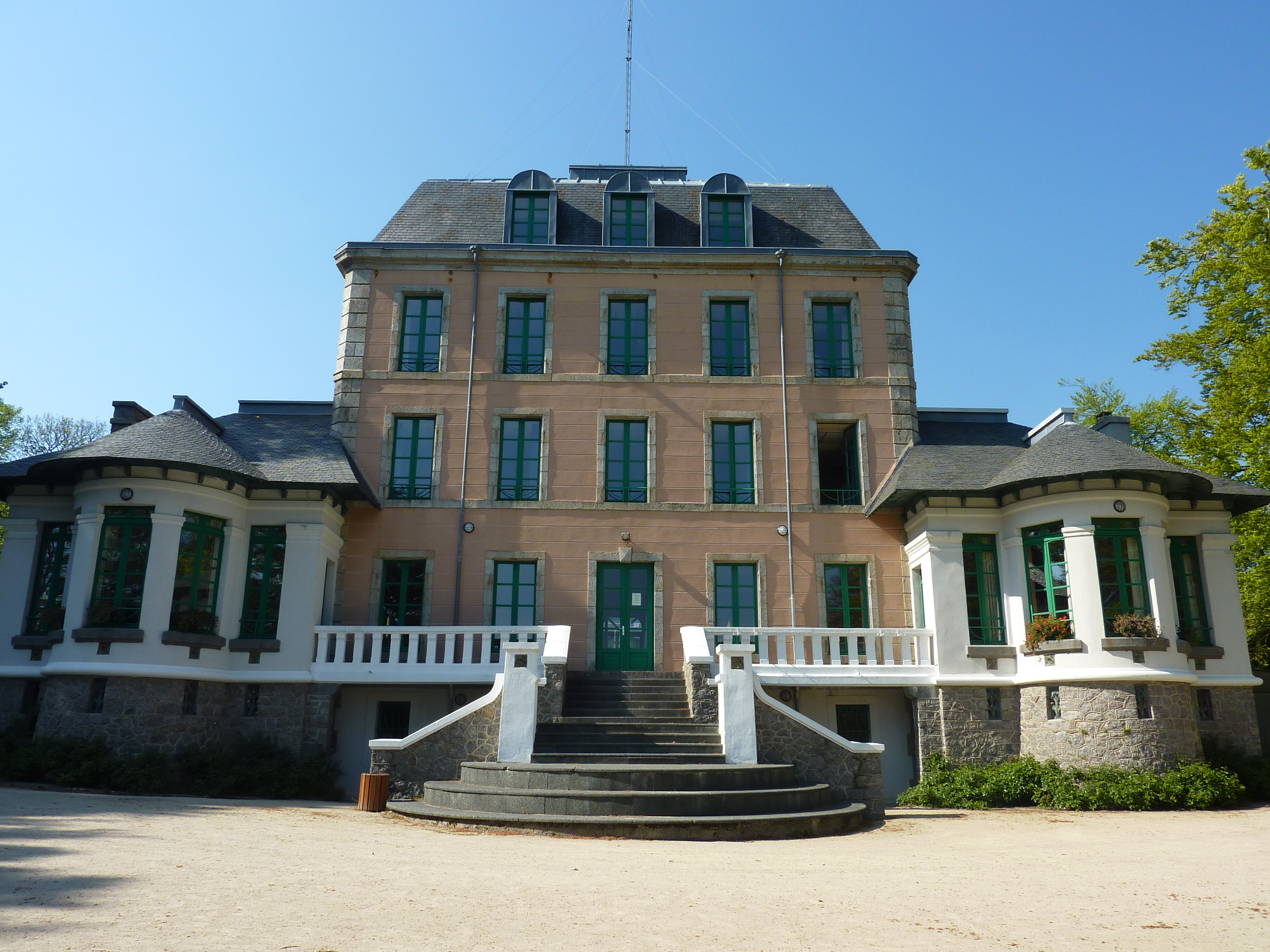
Le Relecq-Kerhuon : le manoir du Gué Fleuri en bordure de l'Élorn, désormais siège du CIEL (Centre international d'études de langues).

#### Le manoir du Gué Fleuri
D'autres demeures aristocratiques ou bourgeoises furent construites pendant la seconde moitié du XIXe siècle ou le début du XXe siècle : par exemple le manoir du Gué Fleuri, résidence bourgeoise de la famille Pielleux, qui exploitait une usine d'algues (qui fit faillite) juste à l'est du domaine. Le domaine fut acheté en 1883 par Émile Zédé, puis fut acheté en 1938 à ses descendants par les époux Carpier qui y créèrent un hôtel-restaurant renommé, mais détruit par un obus pendant la Seconde Guerre mondiale. La commune du Relecq-Kerhuon acheta le domaine en 1979 et la chambre de commerce et d'industrie de Brest y a ouvert en 1986 le CIEL (Centre international d'études de langues).

#### Le château de Kerhuon
Le château de Kerhuon est une ancienne propriété des familles Bonamy et Malassis, imprimeurs à Brest, et devenu en raison du mariage de l'héritière Victoire Saint-Genys avec Xavier de La Poype propriété de cette famille. Ce château, exproprié en 1917 pour les besoins de la Défense nationale, se trouve en fait dans l'enceinte de la pyrotechnie de Saint-Nicolas, commune de Guipavas.

### La poudrerie du Moulin-Blanc et le scandale des poudres
La poudrerie du Moulin-Blanc, implantée dans la vallée du Costour, fut construite entre 1884 et 1886. L'année 1887 marqua le début de la production de coton-poudre, qui atteignit 1 000 tonnes en 1900. En 1907-1908, le travail se fit plus rare et l'entreprise dut licencier de nombreux ouvriers, engendrant des manifestations.
La poudrerie du Moulin-Blanc est mise en cause dans le scandale des poudres (fabrication de poudre B défectueuse qui provoque des explosions à bord de plusieurs bateaux de guerre français, faisant des centaines de morts) entre 1907 et 1911. Ce scandale entraîne une vive polémique entre deux directeurs successifs de cette poudrerie, qui ont aussi dirigé chacun un temps la poudrerie de Pont-de-Buis, Léopold Maissin et Albert Louppe.
En 1908, la poudrerie du Moulin-Blanc procède à 80 licenciements, ce qui suscite une protestation unanime du conseil municipal et s'ajoute aux licenciements antérieurement survenus (396 ouvriers et 18 ouvrières) l'année précédente.
Pendant la Première Guerre mondiale, la production de coton-poudre augmenta fortement et les effectifs employés également. Quelques années plus tard, à la production de coton-poudre vinrent s'ajouter la réparation de wagons de marchandises et la fabrication de la nitroglycérine.
Cinq cents ouvriers travaillaient encore à la poudrerie le 18 juin 1940, quand les ingénieurs décidèrent de saboter le matériel afin que l'usine ne tombât pas aux mains des Allemands. Au cours du siège de Brest, la poudrerie fut détruite, même si quelques bâtiments subsistent encore, ainsi qu'une rue des Poudriers.

#### L'école maternelle de la Poudrerie
En 1911 Léopold Maissin, maire et directeur de la Poudrerie du Moulin-Blanc, propose la création d'une école comprenant 3 classes (une classe élémentaire pour les garçons, une classe élémentaire pour les filles et une maternelle mixte).
Il s'agit de scolariser les enfants des ouvriers de la Poudrerie et principalement les plus petits pour permettre l'embauche d'une abondante main-d'œuvre féminine.
Le projet échoue sauf pour la maternelle qui ouvre en octobre 1919.
Celle-ci est d'abord établie dans les locaux de la Poudrerie.
L'école déménage en 1928 dans l'ancienne coopérative de la Poudrerie située sur le «terrain Buffa». Elle ferme au début des années 1960.
Un groupe scolaire est construit à 700 mètres au nord-est, rue Lucie Sanquer, dans le quartier de Kermadec.

### Les querelles entre laïcs et cléricaux au début duXXesiècle
En 1903, le recteur du Relecq-Kerhuon écrit que les instructions paroissiales ne peuvent se faire qu'en breton, « la majorité de la population ne comprenant pas encore le français ».
Le 7 octobre 1907, les Frères de la doctrine chrétienne et les Sœurs qui tiennent les écoles de Guipavas et du Relecq-Kerhuon sont chassés de leurs écoles.
L'expulsion du clergé de son presbytère, le 14 octobre 1907, est ainsi racontée par le journal Le Gaulois :

« 50 gendarmes, deux trompettes d'artillerie et quatre ouvriers serruriers [...] cernent toutes les routes qui mènent au presbytère du Relecq-Kerhuon, occupent le portail de l'église afin d'empêcher de sonner le tocsin. [...] Six heures sonnent, l'heure légale. Trois sonneries de clairon, trois sonores « Ouvrez au nom de la loi ! » [...]. La porte cède sous les coups de massue des crocheteurs. Le recteur, M. Branquet, entouré des vicaires Pailler et Madec, lit une énergique protestation, déclarant que le presbytère a été construit sans le secours de la commune ni de l'État. Ils ne céderont qu'à la force. Les gendarmes leur mettent la main au collet. [...] Le mobilier et la literie sont mis dehors par une pluie battante. »

En raison de la présence d'industries de guerre (poudrerie du Moulin-Blanc et pyrotechnie de Saint-Nicolas) employant une main-d'œuvre nombreuse, Le Relecq-Kerhuon est au début du XXe siècle une forteresse syndicale de la Confédération générale du travail (CGT) et considérée comme une ville radicale, tant au sens étymologique du terme (= extrémiste de gauche, rouge) qu'au sens politique (le maire de la commune appartient au parti radical), même si le clergé tente de s'y opposer (l'abbé François-Marie Madec par exemple, vicaire au Relecq-Kerhuon, surnommé "Madec social", se fit connaître en réagissant contre le licenciement de 200 ouvriers de la poudrerie nationale du Moulin Blanc en 1907 et de 76 autres en 1908 ; il fut, en 1911, le principal organisateur d'un syndicat « libre » d'obédience chrétienne, le Syndicat des « ouvrières du 2e dépôt »).

### Pêcheurs et paysans kerhorres
En janvier 1903 le maire du Relecq-Kerhuon attire l'attention du Comité départemental de secours sur la situation désastreuse des pêcheurs de Kerhorre et de Camfrout.

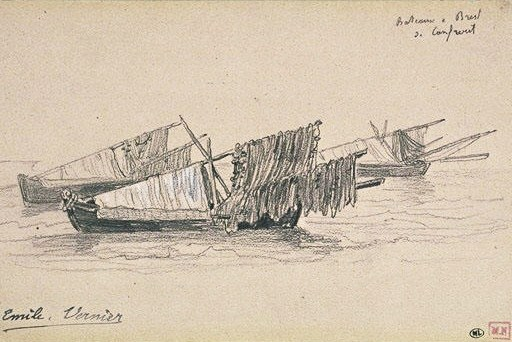
Trois barques de pêche avec leurs filets séchant, à Brest de Camfrout (par Émile Vernier).

Dans les premières décennies du XXe siècle, des barques de pêche du Relecq-Kerhuon, bateaux à voile et aviron, ayant moins de 6 mètres de long (les pêcheurs dormaient à bord en tirant une toile au-dessus de la coque), pêchaient le mulet, le rouget et les autres poissons dans l'Élorn, mais aussi dans l'ensemble de la rade de Brest, s'aventurant jusqu'aux îles Béniguet, Quéménès, Trielen, ainsi que dans les parages du Conquet récolter du goémon pour la fabrication de la soude. Les naufrages étaient fréquents : par exemple le 7 octobre 1924, le naufrage d'une barque de pêche du village de Camfrout chavire à l'entrée du goulet de Brest (3 noyés, 1 rescapé).

« À peu de distance de l'embouchure de l'Élorn, dans la Rade, on aperçoit une masse étroite entre la rive et les escarpements du plateau de Brest, et une crique semblable à un léger pli dans la roche. C'est le village de Kerhor. Tous les Kerhorrais, mais on dit les Kerhorres, sont pêcheurs. Ils s'embarquent le lundi à la pointe du jour, et ne rentrent que le samedi soir. Ils passent toute la semaine en rade, pêchant la nuit, dormant ou se reposant le jour dans leur demeure flottante, et n'abordant au rivage que juste de temps d'y vendre leur poisson. Le poisson est une denrée qui n'a pas de prix déterminé ; elle se discute au jour le jour selon l'abondance et la qualité. Il paraît cependant qu'on peut estimer les poissons de moyenne taille, comme le maquereau, à dix francs le cent au plus bas et vingt francs au plus haut. Les Kerhorres passent pour aussi habiles marins qu'habiles pêcheurs ; on n'a pas souvenir qu'il soit arrivé d'accident à une barque de Kerhorre, bien qu'ils bravent les gros temps avec le plus insouciant courage. « Ils ne craignent rien », me disait un de nos hommes d'équipe ; j'en ai vu souvent traverser la rade par tempête ; on aurait dit une petite mauve sur la mer. Je crois que la mauve est le nom local de la mouette. Le trait caractéristique des Kerhorres, c'est la composition de leurs équipages : cinq personnes par barque, quatre hommes et une femme. La femme du patron, sans doute ? Pas le moins du monde. Les Kerhorres n'embarquent ni femme de patron, ni femmes de pêcheurs, mais uniquement des jeunes filles non mariées. Dès l'instant où la Kerhorre est mariée, elle reste à terre pour soigner la maison, raccommoder les filets et cultiver la terre. (...) Cette étrange peuplade, située à une lieue de Brest, ne parle pas français. »

Au début du XXe siècle, la commune possédait une cinquantaine d'exploitations agricoles (l'actuelle Maison des Kerhorres était l'une d'entre elles) ; une seule subsiste, spécialisée dans le maraîchage.

### Autres faits desXIXesiècleetXXesiècle
Le 6 janvier 1894, on pouvait patiner dans l'anse de Kerhuon tant l'épaisseur de la glace était forte, mais l'hiver suivant, alors qu'on y patinait à nouveau, la glace se rompit, l'accident faisant un mort.
Le 20 juin 1899, le bruit courut que les autorités, à la recherche d'un lieu discret, allaient faire débarquer le capitaine Dreyfus, de retour du bagne de Guyane, dans l'anse de Kerhuon. La scène est ainsi racontée par le journal Le Figaro : « Tout à coup, la nouvelle se répandit en ville [à Brest] qu'une compagnie d'infanterie de marine venait de partir pour Kerhuon. C'est un village situé 7 km en aval (sic) de Brest [...] où l'on prétend que Dreyfus pourrait bien être transporté directement sur un torpilleur. Une douzaine de journalistes venus de Paris, tout exprès pour assister à l'arrivée de Dreyfus, ayant appris la nouvelle, louèrent les quelques fiacres dont dispose Brest et se rendirent à Kerhuon. La compagnie d'infanterie de marine était bien là, mais elle était venue tout simplement pour relever le poste d'une poudrière située dans le voisinage. De Dreyfus, il n'était pas plus question que du Grand Turc ».
Un relais du télégraphe Chappe se trouvait sur la butte de Tor-al-Lan. Le service téléphonique ouvre dans la commune un premier bureau le 1er février 1914.
Vers 1900, Le Relecq-Kerhuon possédait de « nombreuses guinguettes et hôtels-restaurants » si l'on en croit Paul Joanne.
En juin 1904, l'arrestation d'un espion, répondant au pseudonyme de Degremont, mais déclarant après son arrestation se nommer James Ellis, se déclarant d'origine canadienne mais apparemment d'origine anglaise, au Relecq-Kerhuon, pour espionnage à Ouessant et aux environs de Brest, et dont l'identité véritable reste mystérieuse, fait grand bruit, y compris dans la presse nationale. L'affaire fait finalement long feu, ledit Ellis bénéficiant d'un non-lieu en juin 1905, du moins pour cette affaire car le même personnage fut condamné à 5 années d'emprisonnement à Toulon pour espionnage.

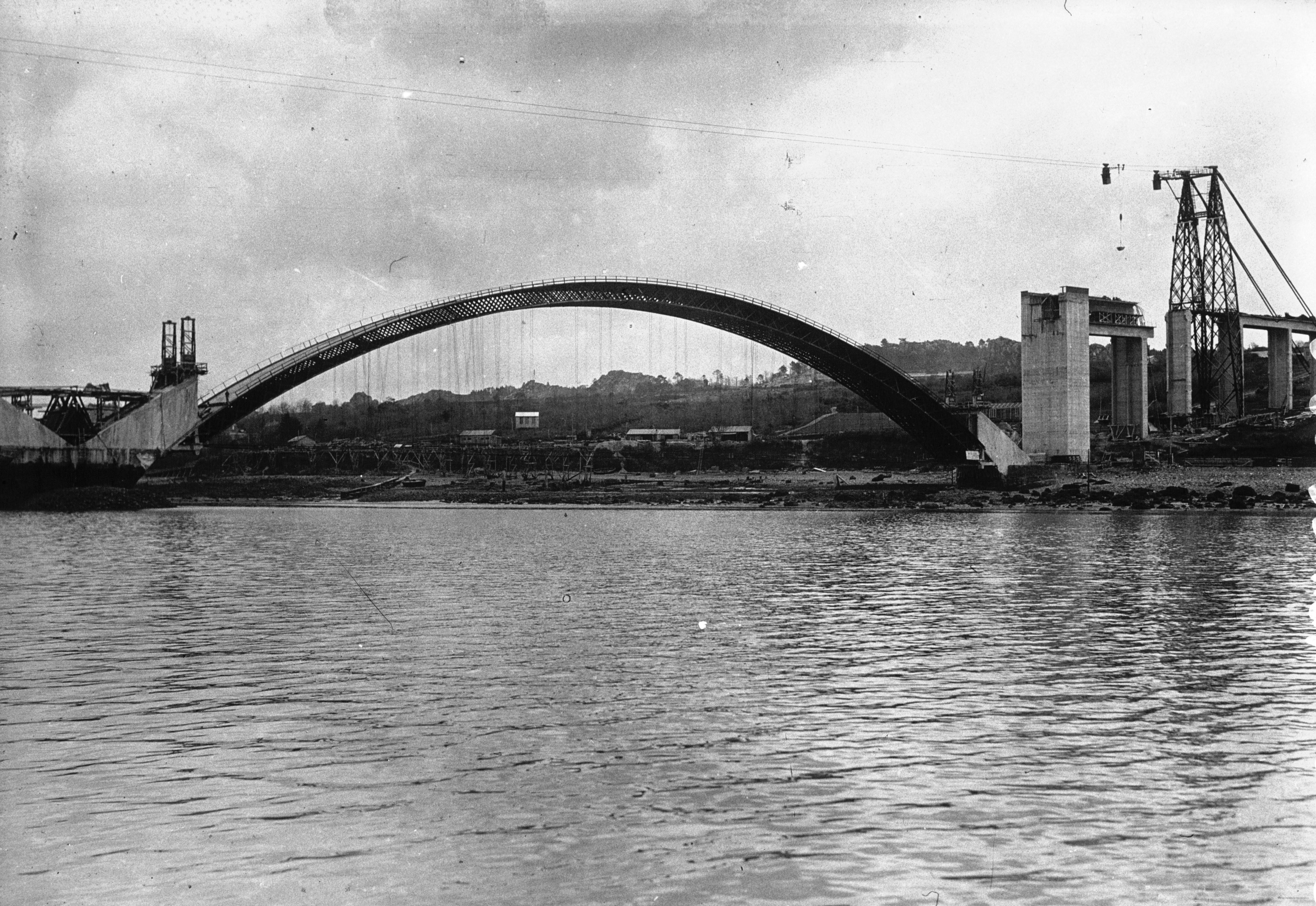
Le pont de Plougastel (Pont Albert-Louppe) en cours de construction (1928).

Le pardon du Relecq-Kerhuon se tenait tous les 15 août, jour de la fête de l'Assomption. En 1903, une femme infirme, Marie Raguénès, âgée de 40 ans et muette depuis l'âge de 12 ans à la suite d'une fièvre cérébrale se mit subitement à parler alors qu'elle gardait des bestiaux ; elle déclara qu'un grand vieillard se disant l'envoyé de Dieu lui serait apparu, disant : « Priez Dieu parce qu'il en a besoin et parce que le monde est mauvais et qu'on ne prie pas assez pour lui ». Elle fut aussitôt surnommée la « Miraculée » et de nombreuses personnes crurent au miracle, qui ne fut pas reconnu par les autorités ecclésiastiques.
Parmi les faits divers qui défrayèrent la chronique, plusieurs qui se sont déroulés au Relecq-Kerhuon ont eu un retentissement dans la presse nationale de leur époque comme le « mystère de la falaise de Kerhuon » en septembre 1919 où une fiancée, finalement innocentée, s'était accusée à tort d'avoir jeté son fiancé du haut de la falaise ou le « roman vécu de la Dame de Kerléon » (une châtelaine victime d'escrocs).
En 1930, le président de la République Gaston Doumergue visite « le petit village de Kerhuon, dont tous les habitants ou presque, travaillent à la poudrerie du Moulin-Blanc et à la pyrotechnie de Saint-Nicolas. Deux arcs de triomphe ont été dressés afin de recevoir dignement le chef de l'État. Pourquoi Kerhuon ? Parce que c'est sur le territoire de cette commune que débouche le pont géant de Plougastel ».

#### La Première Guerre mondiale
Pendant la Première Guerre mondiale, la population prend part à l'effort de guerre et les industries locales liées à la Défense nationale connaissent une très grande activité. Le monument aux morts de la commune porte les noms de 123 personnes mortes pour la France pendant la Première Guerre mondiale.
Un soldat originaire du Relecq-Kerhuon, François Penvern, du 3e régiment d'infanterie, a été fusillé pour l'exemple le 5 avril 1915 au Rendez-vous de chasse (Meuse) pour « refus d'obéissance, outrages par paroles et gestes envers ses supérieurs ».

#### La Seconde Guerre mondiale

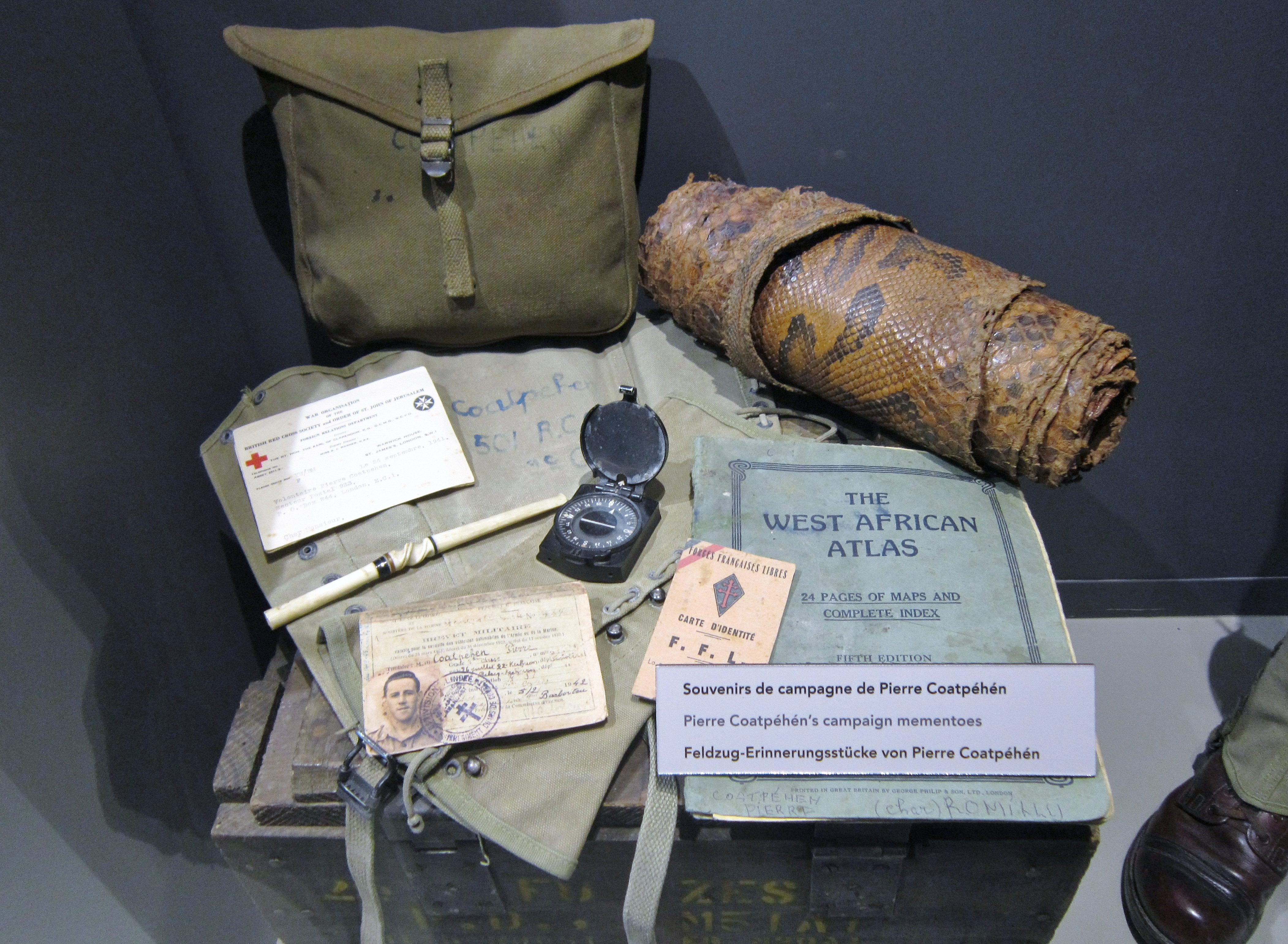
Souvenirs de campagne de Pierre Coatpéhen (« Musée Mémoires 39-45 » à Plougonvelin).

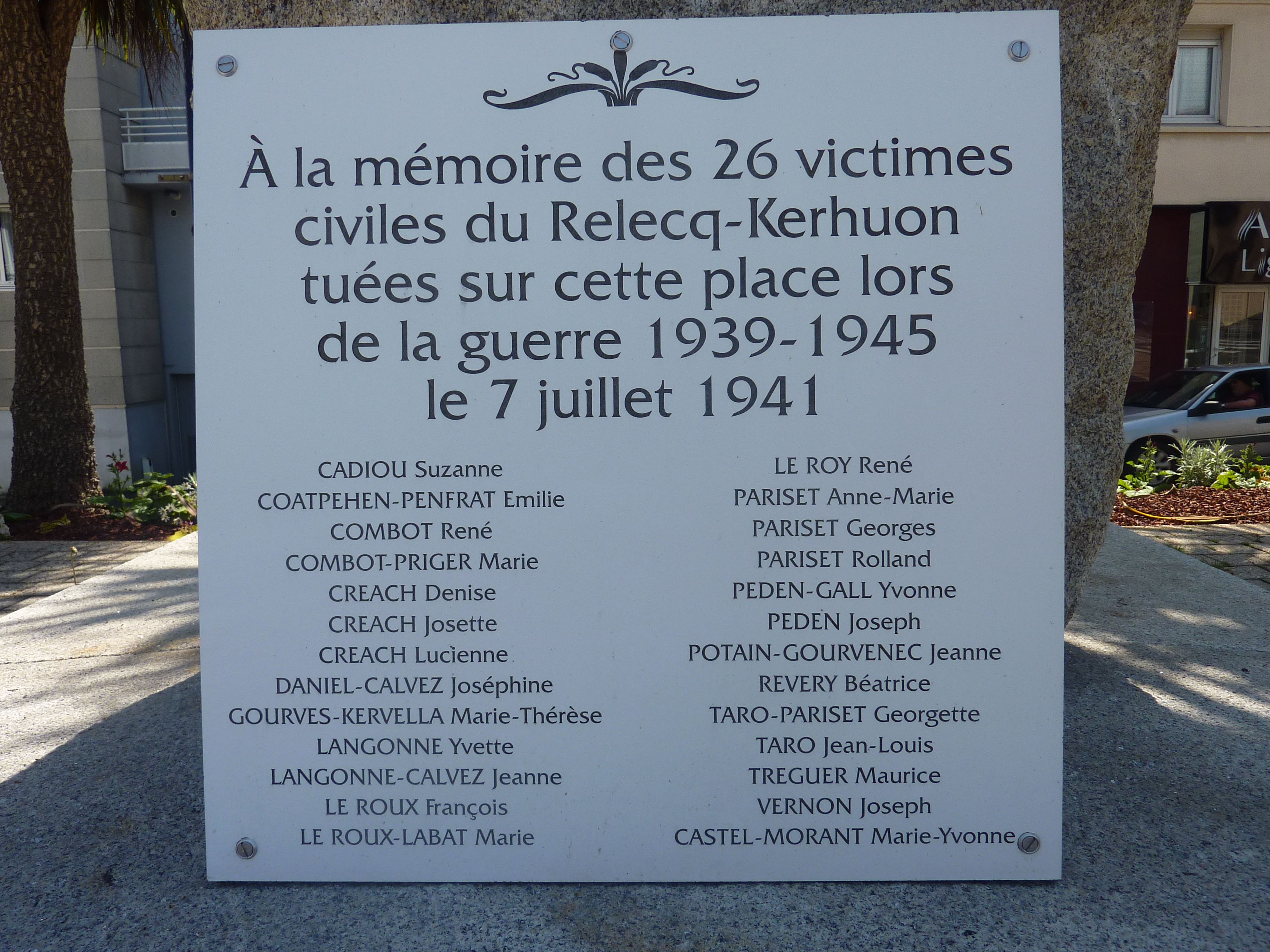
Place Achille-Grandeau : la plaque commémorative en mémoire des 26 victimes du 7 juin 1941.

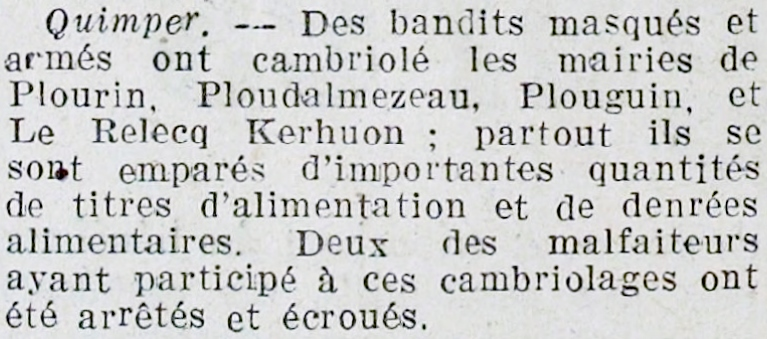
Un acte commis par des résistants et présenté comme commis par des « bandits masqués et armés » par la presse collaborationniste (journal L'Œuvre du 28 janvier 1944).

Pendant la Seconde Guerre mondiale, le 7 juillet 1941, un bombardement anglais fait 26 victimes civiles sur l'actuelle place Achille-Grandeau. Le château de Kerléon fut lui aussi très endommagé par un bombardement ainsi que le viaduc ferroviaire sur l'Anse de Kerhuon et une arche du pont Albert-Louppe. Les vitraux de l'église Notre-Dame, réalisés par Louis-Charles-Marie Champigneulle (1853-1905) disparurent également sous les effets d'un bombardement.
La Seconde Guerre mondiale a provoqué 126 décès de personnes habitant au Relecq-Kerhuon, la plupart jeunes ; 26 soldats américains sont décédés dans la commune, soit directement lors des combats, soit après avoir été blessés.
Lucien Argouach, né le 11 octobre 1921 au Relecq-Kerhuon, ouvrier à l'arsenal de Brest, membre de l'Armée secrète, fut fusillé le 17 septembre 1943 au Mont-Valérien.
Pierre Coatpéhen, qui travaillait dès l'âge de 17 ans à la pyrotechnie de Saint-Nicolas, partit en Angleterre, répondant à l'Appel du 18 juin 1940 et fut membre de la 2e DB ; il était sur le char « Romilly » lors de la libération de Paris le 24 août 1944, puis contribua à la libération de Strasbourg et à l'occupation du nid d'aigle d'Hitler.

#### L'après Seconde Guerre mondiale
Le village de Camfrout est ainsi décrit en 1946 :

« Camfrout est un village situé sur la rive droite de l'Élorn (..) Camfrout est construit au fond d'une baie, ancien méandre de l'Élorn, au débouché d'une vallée encaissée, orientée sensiblement du nord au sud. (..) [Pour ce village de pêcheurs] l'abri procuré par la baie
est un sérieux avantage. Au fond de sa baie ouverte seulement au sud, Camfrout est à l'abri des vents les plus violents et les bateaux peuvent toujours appareiller en eau à peu près calme. (..) Camfrout avait, en 1939, 301 habitants, inégalement groupés. Les plus anciennes maisons basses, mal éclairées, inconfortables, s'établirent le long de la route, s'accrochèrent aux flancs escarpés de le vallée. Là est la plus grande partie de la population, généralement peu fortunée, du village : pêcheurs (dont le nombre diminue chaque année) et surtout ouvriers des usines de guerre de la région brestoise. (..) Depuis une vingtaine d'années des maisons à l'allure de villas coquettes ont été bâties plus à l'est. (..) Là demeurent des familles aisées, des retraités qui vivent des produits de leur jardin et de la pêche pratiquée en rade, à l'occasion. »

## Politique et administration

### Liste des maires

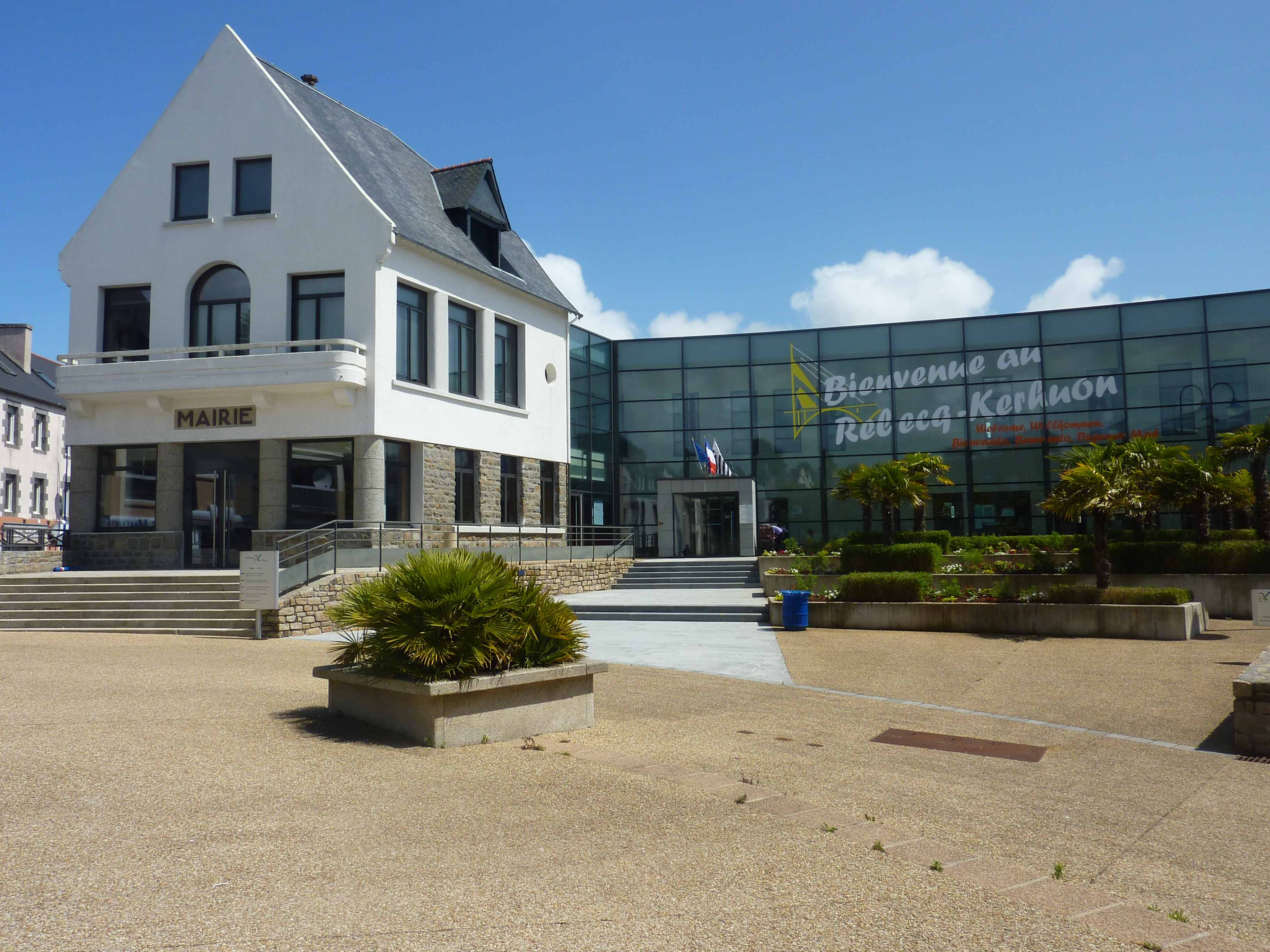
La mairie du Relecq-Kerhuon.

| Période                                  | Période    | Identité              | Étiquette    | Qualité                                                                            |
| ---------------------------------------- | ---------- | --------------------- | ------------ | ---------------------------------------------------------------------------------- |
| 1896                                     | 1897       | Jean-Baptiste Ghilino |              | Premier maire de la commune                                                        |
| 1897                                     | 1903       | Jacques Mazé          |              | second maire de la commune                                                         |
| 1903                                     | après 1914 | Léopold Maissin       | Rad.         | Directeur de poudrerie, conseiller général                                         |
| 1914                                     | 1925       | Léopold Maissin Fils  | PRS          | Propriétaire rentier                                                               |
| 1925                                     | 1929       | Michel Calvez         | SFIO         | Ouvrier artificier                                                                 |
| 1929                                     | 1944       | Léopold Maissin Fils  | PRS          | Propriétaire rentier                                                               |
| 1945                                     | 1947       | Jean Autret           | PCF          | Retraité de la Poudrerie                                                           |
| 1947                                     | 1956       | Jean Déniel           | SFIO         | Retraité de l'Arsenal                                                              |
| 1956                                     | 1965       | Yves Le Maout         | SFIO         | Retraité de l'Arsenal                                                              |
| 1965                                     | 1977       | Julien Querré         | SFIO→PS→PSD  | Professeur des universités                                                         |
| 1977                                     | 1983       | Guy Liziar            | PCF          | Instituteur                                                                        |
| 1983                                     | 1995       | Julien Querré         | RPR          | Professeur des universités                                                         |
| 1995                                     | 2008       | Marcel Dantec         | UDF puis UMP | Conseiller général du canton de Guipavas (1989-2008) Responsable d'agence bancaire |
| 2008                                     | 2020       | Yohann Nédélec        | PS           | Responsable des Ventes Brittany Ferries                                            |
| 2020                                     | En cours   | Laurent Péron         | PS           | Responsable d'équipe à la Pyrotechnie Saint-Nicolas                                |
| Les données manquantes sont à compléter. |            |                       |              |                                                                                    |

### Politique de développement durable
La ville a engagé une politique de développement durable en lançant une démarche d'Agenda 21 en 2008.

### Héraldique
| Blason du Relecq-Kerhuon | Blason du Relecq-Kerhuon : D'Azur au navire "Kerhor" de sable, équipé et habillé d'or, au chef d'argent chargé de 5 hermines de sable, timbré au pont d'or (pont Albert-Louppe) reposant au centre sur une trabe d'argent de l'ancre de marine et orné du nœud plat de cordage. Supports : A dextre, le lion morné de sable du Léon, à senestre, le bélier d'argent de Cornouaille. À la pointe de l'écu, la stangue d'argent, ornée de la banderole d'or avec en lettres de sable la devise en breton Kerhor araok ata (traduction : "Kerhor en avant toujours"). Le lion morné : (ni griffes, ni dents, ni langue) est celui d'Hervé de Léon, devenu un lion de paix pour une sanction ducale de Jean V Le bélier d'argent : Se trouve sur les armoiries de Quimper et remplace le cerf qui y était sous Louis XIV. |

### Jumelage
- Bodmin (Royaume-Uni) depuis 1979[117]

## Population et société

### Démographie

#### Évolution démographique
L'évolution du nombre d'habitants est connue à travers les recensements de la population effectués dans la commune depuis 1896. Pour les communes de plus de 10 000 habitants les recensements ont lieu chaque année à la suite d'une enquête par sondage auprès d'un échantillon d'adresses représentant 8 % de leurs logements, contrairement aux autres communes qui ont un recensement réel tous les cinq ans,.
En 2022, la commune comptait 11 837 habitants, en évolution de +3,52 % par rapport à 2016 (Finistère : +2,16 %, France hors Mayotte : +2,11 %). Le maximum de la population a été atteint en 2011 avec 11 826 habitants.
| 1896  | 1901  | 1906  | 1911  | 1921  | 1926  | 1931  | 1936  | 1946  |
| ----- | ----- | ----- | ----- | ----- | ----- | ----- | ----- | ----- |
| 3 523 | 3 772 | 4 295 | 4 376 | 4 878 | 4 282 | 4 275 | 4 696 | 6 021 |

| 1954  | 1962  | 1968  | 1975  | 1982  | 1990   | 1999   | 2006   | 2011   |
| ----- | ----- | ----- | ----- | ----- | ------ | ------ | ------ | ------ |
| 5 985 | 6 526 | 7 001 | 8 499 | 9 286 | 10 569 | 10 866 | 10 659 | 10 849 |

| 2016   | 2021   | 2022   | - | - | - | - | - | - |
| ------ | ------ | ------ | - | - | - | - | - | - |
| 11 434 | 11 791 | 11 837 | - | - | - | - | - | - |

#### Pyramide des âges
En 2018, le taux de personnes d'un âge inférieur à 30 ans s'élève à 32,9 %, soit au-dessus de la moyenne départementale (32,5 %). À l'inverse, le taux de personnes d'âge supérieur à 60 ans est de 27,7 % la même année, alors qu'il est de 29,8 % au niveau départemental.
En 2018, la commune comptait 5 617 hommes pour 6 008 femmes, soit un taux de 51,68 % de femmes, légèrement supérieur au taux départemental (51,41 %).
Les pyramides des âges de la commune et du département s'établissent comme suit.
| Hommes | Classe d’âge | Femmes |
| ------ | ------------ | ------ |
| 0,5    | 90 ou +      | 1,5    |
| 6,9    | 75-89 ans    | 9,7    |
| 18,0   | 60-74 ans    | 18,7   |
| 21,1   | 45-59 ans    | 21,1   |
| 18,0   | 30-44 ans    | 18,7   |
| 15,2   | 15-29 ans    | 13,1   |
| 20,5   | 0-14 ans     | 17,3   |

| Hommes | Classe d’âge | Femmes |
| ------ | ------------ | ------ |
| 0,7    | 90 ou +      | 2,2    |
| 7,8    | 75-89 ans    | 11,5   |
| 19,2   | 60-74 ans    | 20,1   |
| 20,8   | 45-59 ans    | 19,7   |
| 17,7   | 30-44 ans    | 16,6   |
| 17,1   | 15-29 ans    | 14,7   |
| 16,8   | 0-14 ans     | 15,2   |

## Langue bretonne
L'adhésion à la charte « Ya d'ar brezhoneg » a été votée par le conseil municipal le 9 septembre 2005.
Le premier collège Diwan ouvre ses portes en 1988 et le premier lycée Diwan en 1994 au Relecq-Kerhuon.
À la rentrée 2016, 278 élèves étaient scolarisés à l'école Diwan et dans la filière bilingue publique de l'école Jules-Ferry (soit 6,4 % des enfants de la commune inscrits dans le primaire).
Selon une enquête de 1902, Le Relecq-Kerhuon est alors l'une des trois seules communes du Finistère, avec Brest et Saint-Pierre-Quilbignon où l'enseignement du catéchisme est donné exclusivement en français, alors que dans 169 communes du département il est donné en breton et en français, que dans 123 autres communes le catéchisme est donné en breton alors que les élèves savent le français et que dans une seule commune (Guengat) les instituteurs déclarent que les élèves sont incapables de comprendre le français.

## Événements
- Le rassemblement des jeunes basketteurs du Finistère, organisé tous les ans par les bénévoles du Stade relecquois Basket, a lieu le premier week-end de mai.
- Forum des associations, annuel, chaque premier week-end de septembre.
- Saison culturelle Les Pique-Niques Kerhorres (depuis juillet 2008) de mai à septembre : théâtre de rue et animations diverses en partenariat avec le Fourneau, scène nationale des arts de la rue, basée à Brest. Depuis 2009, la ville du Relecq-Kerhuon a adopté le slogan « Le Relecq-Kerhuon, berceau des arts de la rue en Bretagne ».

## Sites et monuments

### Sites naturels

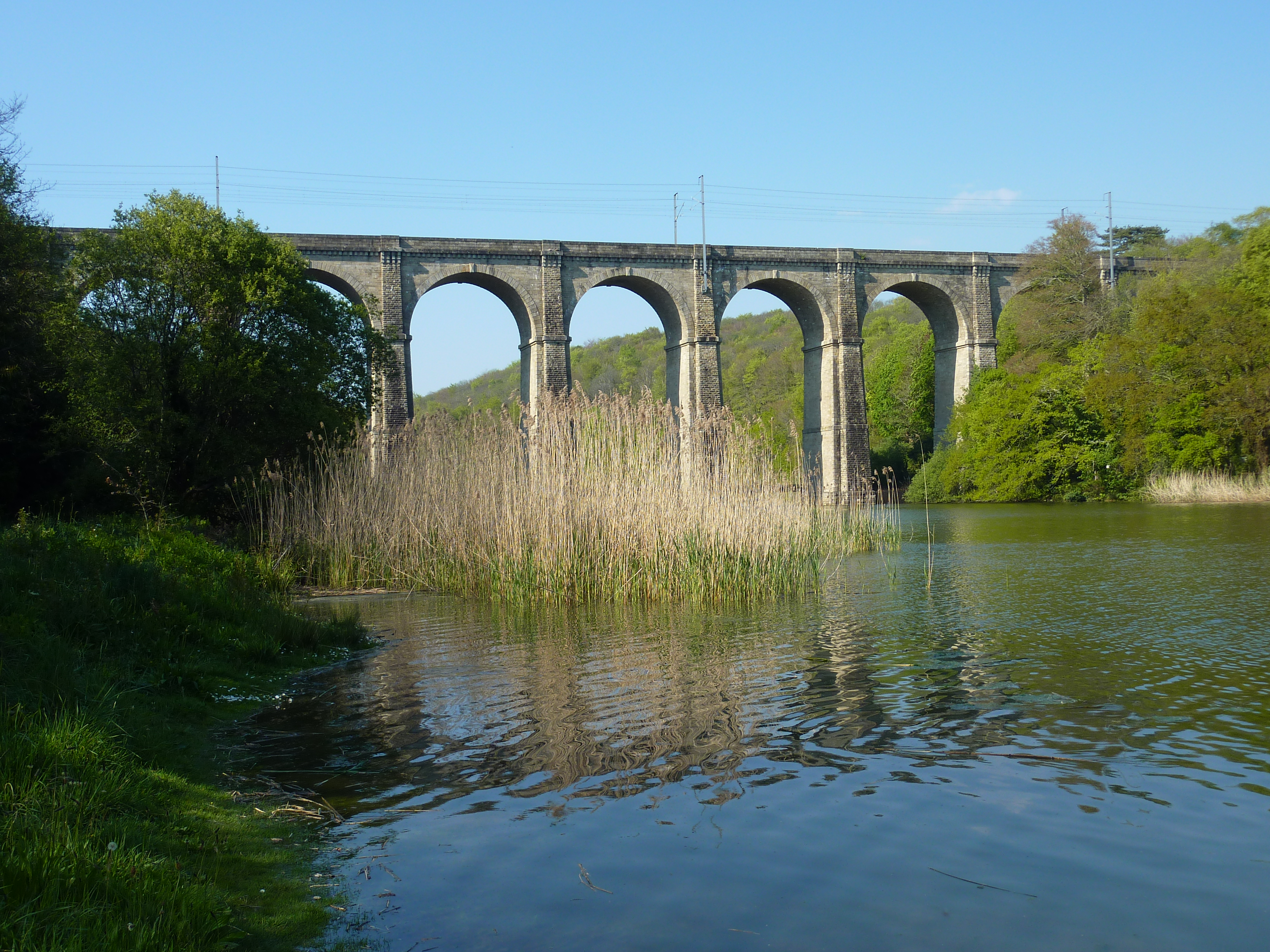
L'anse de Camfrout et, à l'arrière-plan, le viaduc ferroviaire.

La situation littorale et péninsulaire de la commune explique l'abondance des sites naturels ayant un intérêt touristique :
- la plage du Moulin-Blanc (à cheval sur les communes de Guipavas et Brest également, la partie dépendant de la commune est parfois appelée plage de la Cantine) ;
- la pointe Sainte-Barbe (un sentier littoral en fait le tour, passant sous les deux ponts de Plougastel) et le bois de sapins ;
- l'anse de Camfrout en bordure de la « Rivière de Landerneau » (Élorn) ;
- l'anse de Kerhuon, réserve naturelle ornithologique ;
- la vallée du Costour, à l'ouest de la commune ;
- le bois de Keroumen.

### Monuments et équipements civils

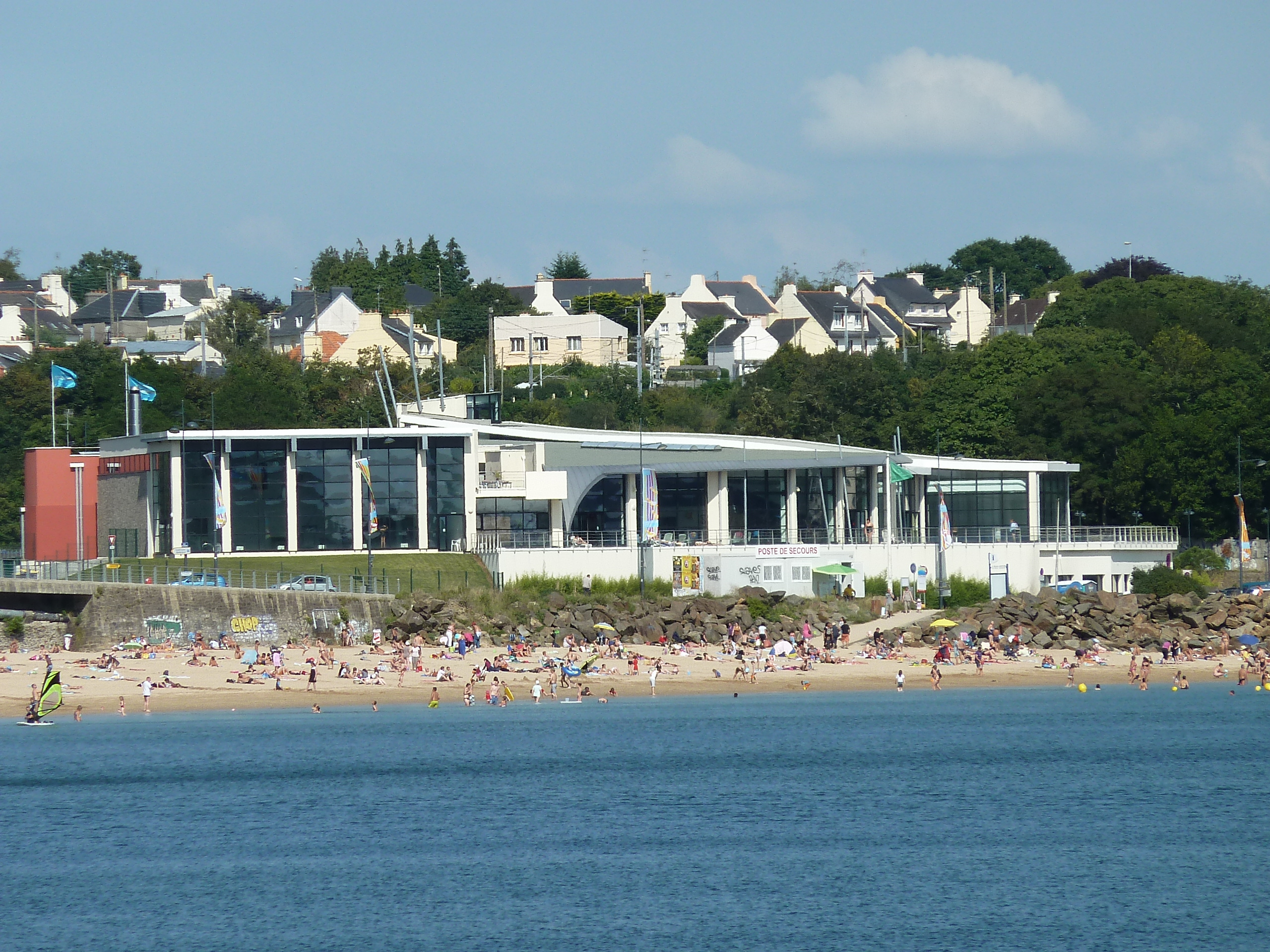
Le Spadium Parc en bordure de la plage du Moulin-Blanc.

- Stèles « gauloises » au nord de la commune. Croix de pierre médiévales au bord de l'Élorn. Croix et calvaires du XVIe siècle.
- Le manoir de Lossulien conserve des vestiges datant du XVe siècle dans un cadre de verdure.
- La gare de Kerhuon, bâtiment désaffecté datant de 1865 située avenue Ghilino.
- Le parc du Gué Fleuri qui abrite le CIEL (Centre international des études de langues), offre une vue panoramique rare sur les bords de l'Élorn et sur les rives de Plougastel-Daoulas.
- Les anciennes maisons de péage situées au pont Albert-Louppe (construites en 1933, granit, ardoises naturelles, cheminée bretonne d'époque). Les sculptures sont de René Quillivic : paysanne en costume de Landerneau. L'endroit présente aussi un panorama exceptionnel sur la rade de Brest et sur le goulet de Brest.
- Place de la Résistance, lauréate du concours d'urbanisme national lancé par la mission Banlieues 89.
- L'Astrolabe (1995), salles de spectacles et d'expositions.

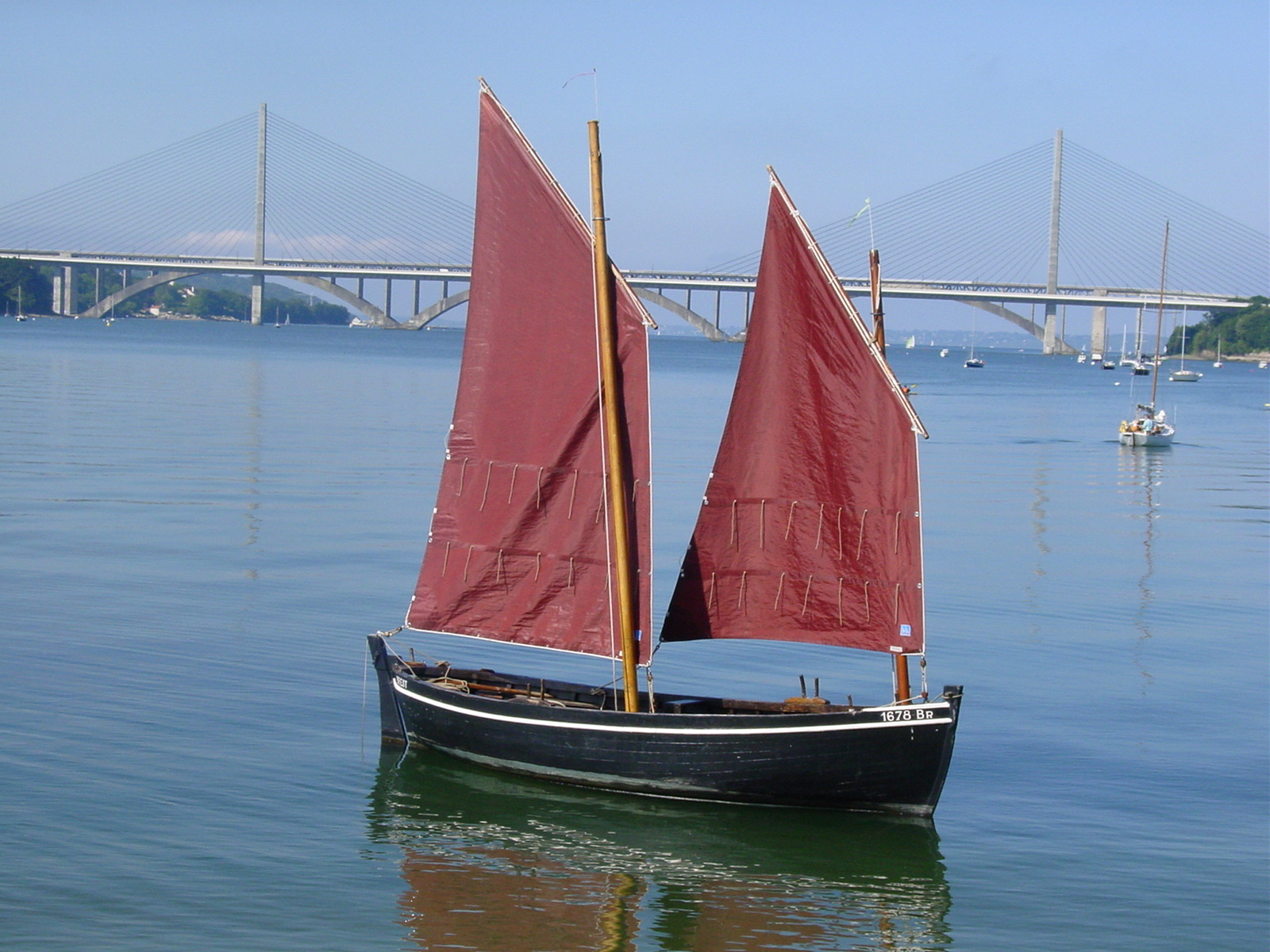
La chaloupe Mari-Lizig sur l'Élorn lors de Brest 2008.

- Piscine ludique de la région brestoise, le Spadium Parc, avec une vue panoramique sur la rade de Brest.
- Les deux ponts situés sur l'Élorn entre Plougastel-Daoulas et Le Relecq-Kerhuon :
  - pont Albert-Louppe (1930) ;
  - pont de l'Iroise (1994).
- La Cale du Passage de Plougastel, côté Le Relecq-Kerhuon. Jusqu'à la mise en service du pont Albert-Louppe, un bac à vapeur a assuré le transport des véhicules et des personnes pendant une quarantaine d'années. Auparavant un canot à rames. Gustave Flaubert en parle dans Par les Champs et les grèves.
- La Maison des Kerhorres, place de la Résistance. C'est l'ancienne ferme dite du « Grand Kerhorre » qui appartenait jusqu'en 1791 au comte de Kerléan. Vendue comme bien national pendant la Révolution française, elle fut rachetée par Romain Nicolas Malassis, un important imprimeur qui fut également maire de Brest. Jusqu'en 1964, la ferme tenue par la famille Letty était une des cinquante exploitations agricoles familiales que comptait la commune aux XIXe – XXe siècles. C'est désormais un petit musée consacré à l'histoire communale. L'« Association des Amis de la maison des Kerhorres » s'est spécialisée dans l'histoire locale.
- Mari-Lizig : une chaloupe construite en 1987-1988 selon le modèle utilisé autrefois par les pêcheurs du Relecq-Kerhuon.
- La médiathèque François-Mitterrand, inaugurée en juin 2013. S'ensuivit un spectacle de la compagnie de street danse Moral Soul, ainsi que de nombreuses animations durant trois jours.

### Monuments religieux

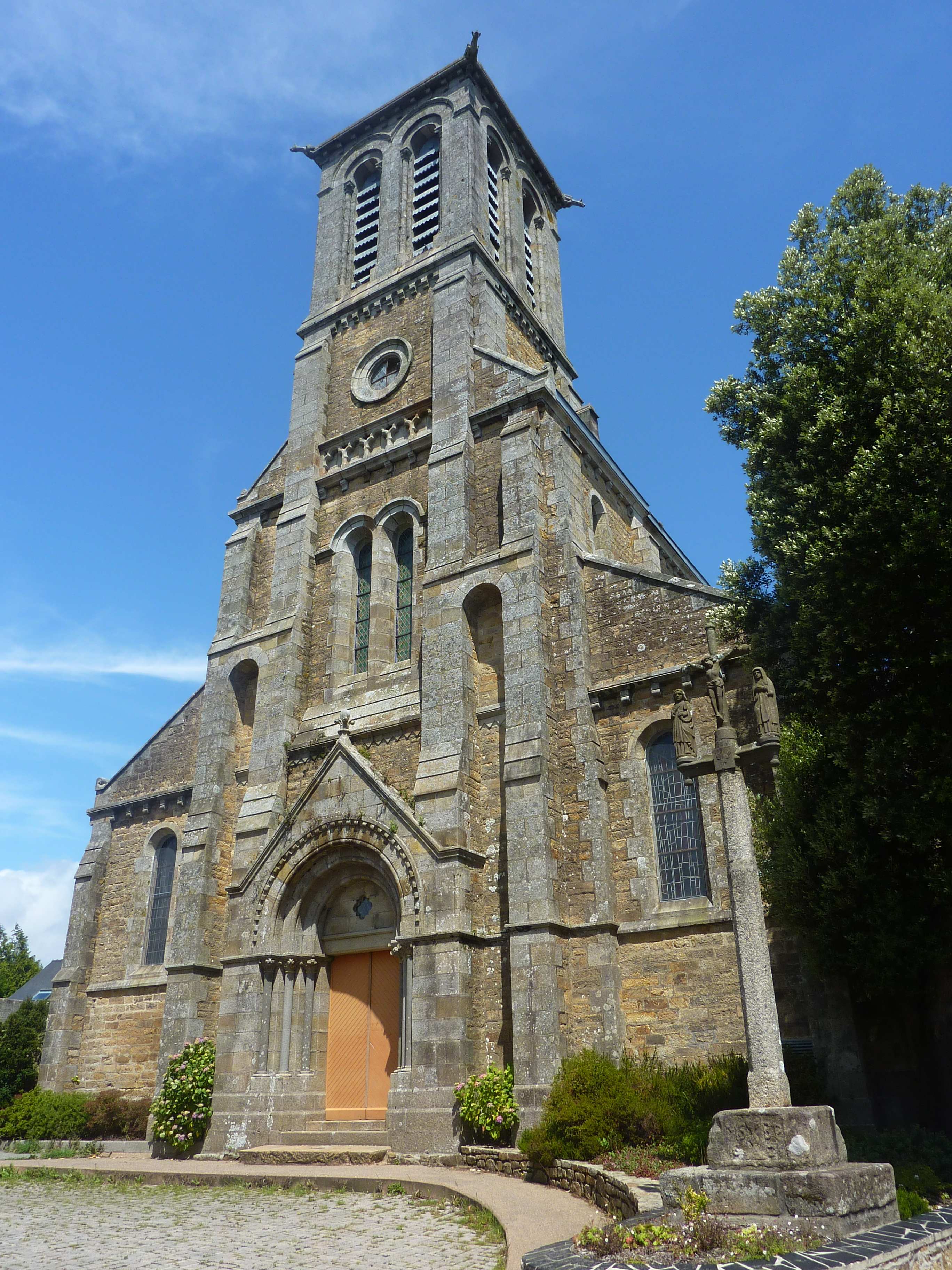
Le Relecq-Kerhuon : l'église paroissiale Notre-Dame.

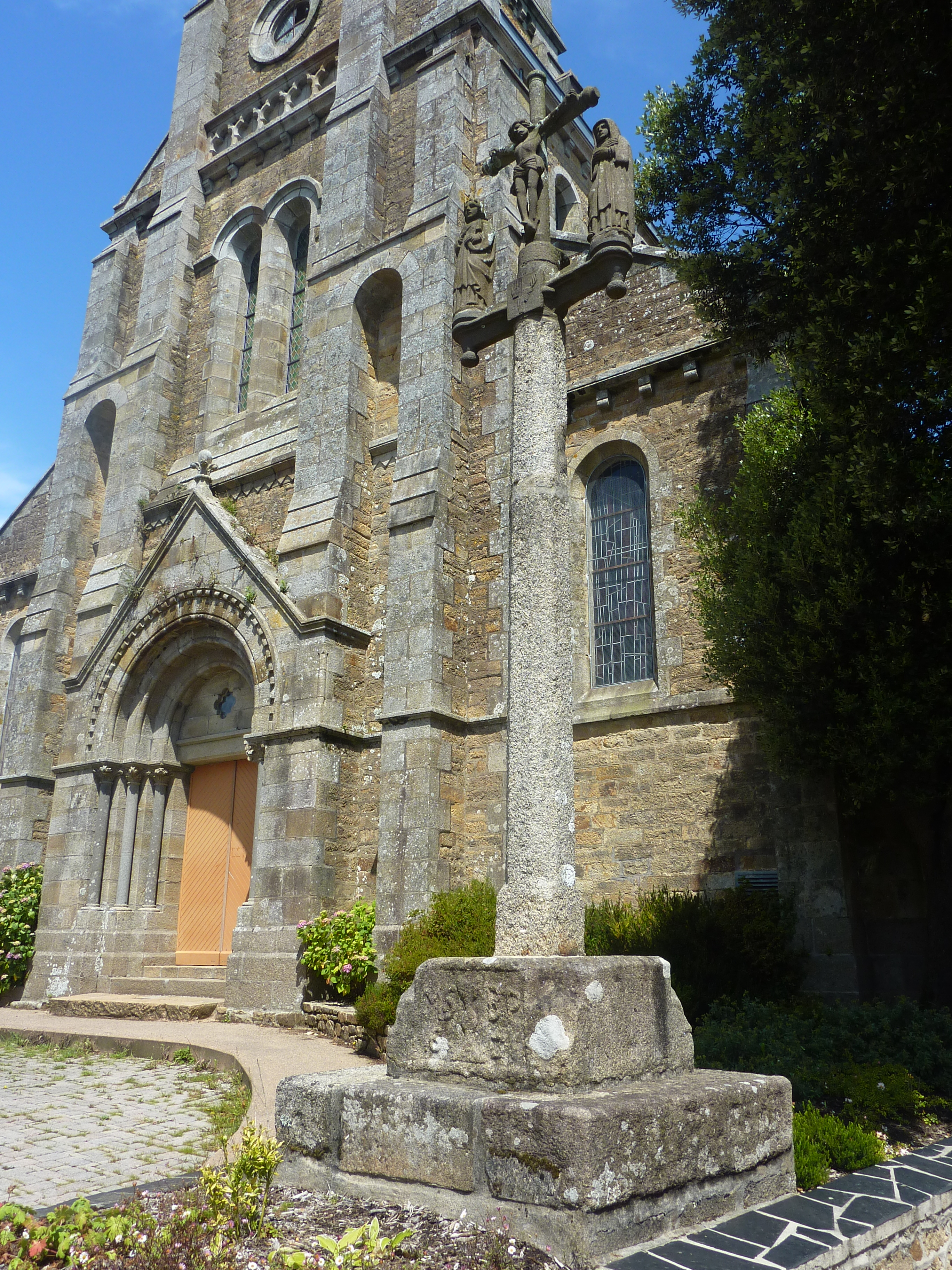
Le calvaire devant l'église paroissiale Notre-Dame.

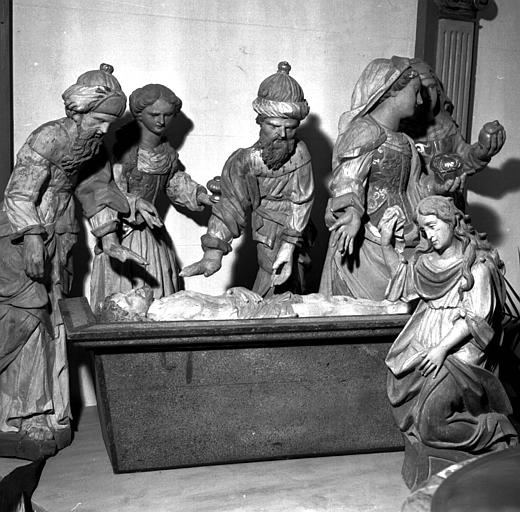
Le Relecq-Kerhuon, église Notre-Dame, mise au tombeau.

- L'église Notre-Dame du Relecq, construite à partir de 1890 par l'architecte Ernest Le Guerranic, à l'initiative de l'abbé Letty pour remplacer l'ancienne chapelle bâtie en 1740 et devenue trop petite, fut achevée en 1898. Des ornements de l'ancienne église ont été conservés dont un tombeau en bois polychrome datant de 1680 et une statue représentant Notre-Dame du Relecq qui date du XVIIe ou du XVIIIe siècle. Une statue du XXe siècle montre Sainte Anne en train d'apprendre à lire à la Vierge Marie. Faute de moyens financiers, la flèche prévue n'a jamais été construite.

Jusqu'à la fin de la décennie 1950, le pardon de Notre-Dame-du-Relecq, qui se tenait chaque 15 août, jour de l'Assomption, attira une foule de pèlerins et de visiteurs.
- - Le calvaire situé devant l'église date de 1621 est en kersanton. Sur ses branches se trouvent la Vierge et saint Jean. Au pied du calvaire se trouvent les armes (deux mains et une tête de cerf) du seigneur de Guengat et de son épouse Marie de Poulpry qui tenaient en fief la seigneurie de Lossulien et les terres du Relecq. L'inscription « M.S.P. » lisible sur son socle laisse penser qu'il aurait été édifié par Sébastien Billant, alors curé de Guipavas. Ce calvaire se trouvait sur la route ancienne venant du Passage en direction de Guipavas et Gouesnou.
  - La fontaine, située rue Robespierre (derrière le collège Saint-Jean-de-la-Croix), en pierre de kersanton, est dédiée à Notre-Dame-du-Relecq et abrite dans une niche une statue naïve de la Vierge à l'Enfant datant de 1746 et œuvre du Brestois Callec. La fontaine fournissait une eau abondante et pure aux habitants.
- La chapelle de Lossulien : elle date du XVIe siècle et possède un bas-relief représentant saint Suliau, d'où son nom.
- La chapelle Sainte-Barbe : une ancienne chapelle, appartenant aux Récollets y existait déjà au XVe siècle, elle dépendait de la seigneurie de Lossulien. Devenue bien national pendant la Révolution et transformée ensuite en maison, réaffectée ensuite au culte, un pardon s'y tenait jusqu'à la décennie 1930 ; elle fut détruite pendant la Seconde Guerre mondiale. La chapelle actuelle, qui date de 1959 et qui remplaçait une baraque en bois provisoire, fut démontée pierre par pierre en 1991 pour permettre la construction de la pénétrante sud de Brest, et reconstruite à l'identique, déplacée d'une soixantaine de mètres. Une stèle christianisée d'époque gauloise et une croix monolithe d'époque carolingienne (située initialement près de la cale du Passage) ont été placées à proximité.
- La chapelle du Carmel date de 1952 et se trouve dans l'ancienne propriété du prince russe Pierre De Sayn-Wittgenstein, où les Carmélites de Brest se sont installées en 1948.
- Le calvaire de Pen-ar-Streat, en kersantite, date de 1661. Très mutilé (il a perdu sa partie supérieure et la plupart de ses personnages, mais la branche basse subsiste), il porte l'inscription SIT NOMEN DOMINI / BENDICTION CRVX / FACTA ORDINE / IAN. ROVAT / CATERINE F… (« Que le nom du seigneur soit béni, croix faite sur l'ordre de Jean Rouat et de Catherine… »).

## Tableaux
- Eugène Boudin :
  - Plougastel, le Passage (collection particulière)
  - L'arrivée du bac du Passage à Plougastel (crayon et aquarelle, musée du Louvre, Paris)
  - Le bac à Plougastel (collection particulière)
  - La baie de Kerhor (collection particulière)
  - Femmes de Kerhor assises devant l'Élorn (crayon et aquarelle, musée du Louvre, Paris)
  - Femmes de pêcheurs sur le rivage (collection particulière)

## Photographies
- Deux photographies autochromes de Georges Chevalier (1882-1967) représentant l'une un paysage non identifié (en fait l'estuaire de l'Élorn vu depuis les rochers de Plougastel), l'autre intitulée L'Élorn, le viaduc et la ville du Relecq-Kerhuon et datant de 1920 se trouve au musée Albert-Kahn à Boulogne-Billancourt[126].

## Œuvres littéraires
- Les Pauv's Petiots est un conte en vers de Yann Nibor (1857-1947) dont voici un court extrait[127] :

 Dans un pauv' petit port breton

 Pas bien loin d'Brest : à Kerhuon

 Yavait un'fois deux p'tits enfants

 Tout seuls chez eux, loin d'leurs parents

 La maman travaillait c'jour-là

 Dans l'fond des terres, et l'papa

 Pêchait au larg', malgré l'gros temps,

 Pour ne pas qu'les p'tiots claqu'nt des dents [...]

 

## Personnalités liées à la commune
- Émile Zédé, vice-amiral, né le 23 janvier 1827, préfet maritime à Brest de 1888 à 1892, mort le 13 mai 1900 dans sa propriété du Petit-Cosquer (manoir du Gué Fleuri). Il avait participé à la guerre de Crimée et à la deuxième guerre d'indépendance italienne. Il était commandeur de la Légion d'honneur[128]. Inhumé à Brest.
- Léopold Maissin (1854-1937), polytechnicien, industriel, un temps directeur de la poudrerie du Moulin-Blanc, homme politique, ancien maire du Relecq-Kerhuon.
- Camille Vallaux, grand géographe marginal, ancien élève de l'école normale supérieure, professeur au lycée Janson-de-Sailly, défenseur de l'école laïque. Né en 1870 dans le Loir-et-Cher, a vécu sa retraite à Ty Dreo au Relecq-Kerhuon où il décède en 1945.
- L'amiral Georges Thierry d'Argenlieu, né à Brest le 7 août 1889, est mort le 7 septembre 1964 au carmel du Relecq-Kerhuon.
- Pierre Saliou, coureur cycliste né à Le Relecq-Kerhuon le 22 décembre 1903.
- Jean Olié, né en 1904 et mort en 2003, officier de l'armée de terre.
- Jacques Fitamant (1905-1980), sous-officier de la 2e DB, Compagnon de la Libération.
- Xavier Langlois (1911-1944), commandant le Bataillon de marche n° 1, Compagnon de la Libération[129].
- Henri Beaugé-Berubé, né en 1920 et décédé en 2015, combattant de la France libre, compagnon de la Libération.
- Yves Bodénez, militant trotskiste né en 1921 au Relecq-Kerhuon et mort en déportation en mars 1944 à Dora (Allemagne).
- Jacques Lebreton, né en 1922 et décédé en 2006, pseudonyme de Jacques Beaugé du manoir de Lossulien, combattant de la France libre, écrivain, frère de Henri Beaugé-Bérubé.
- Julien Quéré président de l'UBO  maire de la commune de 1965 à 1977 puis de 1983 à 1995